# Olympische Sommerspiele 1980
| Medaillenspiegel               | Medaillenspiegel | Medaillenspiegel | Medaillenspiegel | Medaillenspiegel | Medaillenspiegel |
| Platz                          | Land             | G                | S                | B                | Ges.             |
| ------------------------------ | ---------------- | ---------------- | ---------------- | ---------------- | ---------------- |
| 1                              | Sowjetunion      | 80               | 69               | 46               | 195              |
| 2                              | DDR              | 47               | 37               | 42               | 126              |
| 3                              | Bulgarien        | 8                | 16               | 17               | 41               |
| 4                              | Kuba             | 8                | 7                | 5                | 20               |
| 5                              | Italien          | 8                | 3                | 4                | 15               |
| 6                              | Ungarn           | 7                | 10               | 15               | 32               |
| 7                              | Rumänien         | 6                | 6                | 13               | 25               |
| 8                              | Frankreich       | 6                | 5                | 3                | 14               |
| 9                              | Großbritannien   | 5                | 7                | 9                | 21               |
| 10                             | Polen            | 3                | 14               | 15               | 32               |
| …                              | …                | …                | …                | …                | …                |
| 19                             | Schweiz          | 2                | -                | -                | 2                |
| 21                             | Österreich       | 1                | 2                | 1                | 4                |
| Vollständiger Medaillenspiegel |                  |                  |                  |                  |                  |

Die Olympischen Sommerspiele 1980 (offiziell Spiele der XXII. Olympiade genannt) fanden vom 19. Juli bis zum 3. August 1980 in Moskau (UdSSR) statt. Sie waren nach den Sommerspielen von Montreal vier Jahre zuvor die zweiten Boykottspiele. Die Eröffnungsfeier und Abschlussfeiern wurden im Zentralen Leninstadion abgehalten. Während die sowjetische Hauptstadt Schauplatz der meisten olympischen Wettbewerbe war, fand das Fußballturnier neben Moskau auch in Leningrad, Kiew (Ukrainische SSR) und Minsk (Weißrussische Sozialistische Sowjetrepublik) statt, die Segelwettbewerbe wurden nach Tallinn in die Estnische SSR ausgelagert.
Die Mannschaften der UdSSR und der DDR, die bereits in Montreal die Medaillenwertung anführten, dominierten einen Großteil der Wettbewerbe und gewannen mehr als die Hälfte aller vergebenen Medaillen. Erfolgreichster Sportler war der sowjetische Turner Alexander Ditjatin, der acht Medaillen gewann, darunter dreimal Gold, viermal Silber und einmal Bronze. Bei den Damen war die Schwimmerin Caren Metschuck aus der DDR mit drei Gold- und einer Silbermedaille am erfolgreichsten.

## Vorgeschichte

### Bewerbung
Moskau unternahm 1970 den ersten Versuch, sich für die Ausrichtung der Olympischen Sommerspiele 1976 zu bewerben. Es argumentierte dabei mit dem „moralischen Recht“, als Hauptstadt des größten Staates der Erde und einer der sportlich erfolgreichsten Nationen die Spiele ausrichten zu dürfen. Trotzdem unterlag die Stadt bei der Abstimmung in Amsterdam im zweiten Durchgang Montreal mit 28:41 Stimmen.
Bereits ein Jahr später wurde eine erneute Kandidatur angekündigt. Einziger Gegenkandidat war Los Angeles. Da mit Lake Placid nur ein Kandidat seine Bewerbung für die Winterspiele 1980 abgegeben und Denver die Ausrichtung der Winterspiele 1976 zurückgegeben hatte, ging Moskau als Favorit in die Abstimmung, die bei der 75. IOC-Session am 23. Oktober 1974 im Rathaus in Wien stattfand. Man vermutete, die Delegierten würden nach den Winterspielen die Sommerspiele im gleichen Jahr nicht erneut in eine amerikanische Stadt vergeben. Wie erwartet gewann Moskau, welches in der Volkshalle des Wiener Rathauses zusammen mit dem Gegenkandidaten Los Angeles und dem Kandidaten für die Winterspiele, Lake Placid, sich in einer Ausstellung präsentierte, die Abstimmung klar.
Ergebnis des Wahlgangs:
| Ort         | Land               | Wahlgang |
| ----------- | ------------------ | -------- |
| Moskau      | Sowjetunion        | 39       |
| Los Angeles | Vereinigte Staaten | 20       |

### Boykott

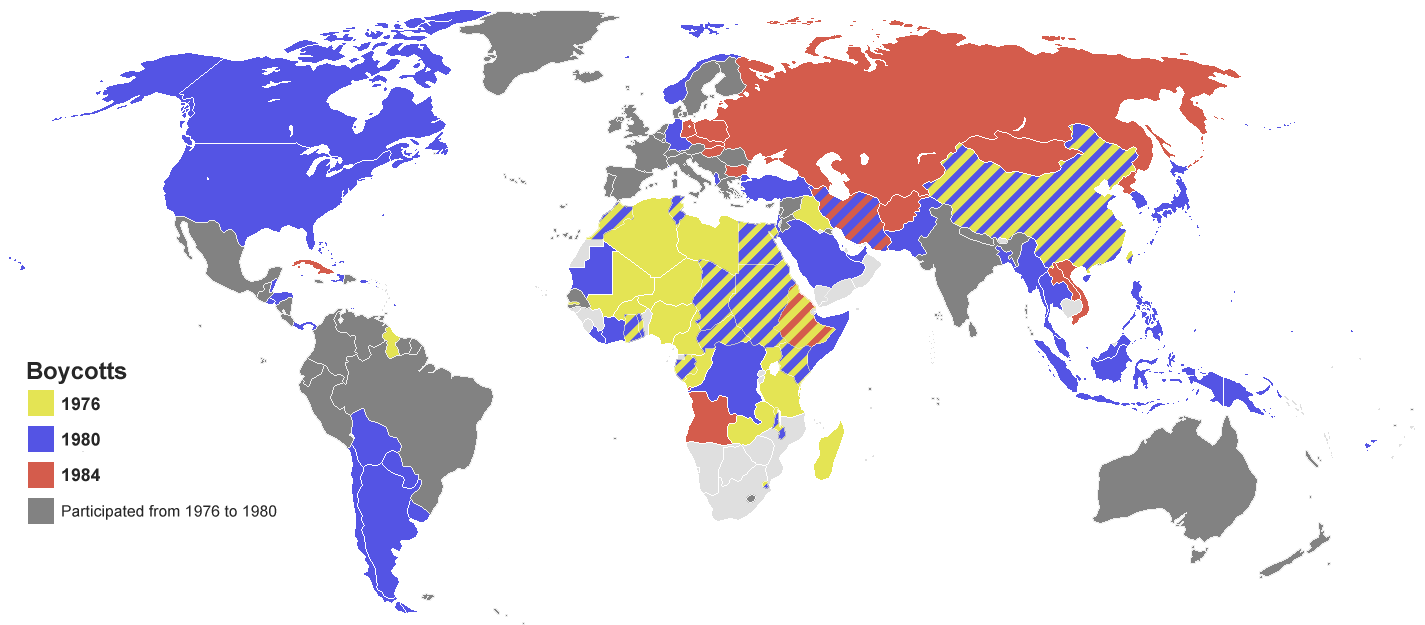
Übersicht über Olympiaboykott

Seit dem Fernbleiben der Mannschaften der Niederlande, Spaniens und der Schweiz von den Olympischen Spielen 1956 als Antwort auf die im gleichen Jahr erfolgte Niederschlagung des Ungarn-Aufstandes durch die Sowjetarmee galt der Boykott von sportlichen Großveranstaltungen als legitimes Mittel, um politischen Forderungen Nachdruck zu verleihen. Im anhaltenden Ost-West-Konflikt bedienten sich fortan auch die Westmächte und die Ostblockstaaten dieses Mittels. So hatten die USA und Kanada ebenfalls aus Protest gegen die sowjetische Einmischung in Ungarn auf eine Teilnahme an der Eishockey-Weltmeisterschaft 1957 in Moskau verzichtet, im Gegenzug boykottierten die Ostblockländer Sportveranstaltungen in den NATO-Staaten, wenn Mannschaften aus der DDR dabei die Einreise verweigert worden war oder Uneinigkeit über den politischen Status der Gastgeber herrschte (z. B. Südkorea oder West-Berlin).
Auch im Vorfeld der Festlegung des Austragungsortes für die Olympischen Sommerspiele 1980 gab es in den Vereinigten Staaten bereits vereinzelte Stimmen, eine mögliche Vergabe nach Moskau an Bedingungen zu knüpfen. Nach der Wahl Moskaus mehrten sich die Stimmen, eine Teilnahme US-amerikanischer Sportler von der Frage der Behandlung der Regimegegner in der Sowjetunion abhängig zu machen, was durch den offenen Boykottaufruf des sowjetischen Dissidenten Wladimir Bukowski unterstützt wurde. Die westlichen Staaten sahen hier ein wirksames Druckmittel gegen den politischen Gegner, da man auf das sowjetische Interesse spekulierte, seine ersten Spiele schon aus Prestigegründen ungestört ablaufen zu lassen. Zudem wurde auch der ökonomische Schaden einkalkuliert, der allein durch ein US-amerikanisches Fernbleiben verursacht werden würde. Der Schweizer Historiker Jérôme Gygax wies nach, dass bereits 1978 Überlegungen der US-Regierung bestanden, den Spielen von Moskau fernzubleiben und auf diese Weise eine internationale Debatte über Menschenrechte in der Sowjetunion einzuleiten. Als treibende Kraft hinter diesen Bemühungen stand Gygax’ Forschungsarbeit zufolge Zbigniew Brzeziński, damals Nationaler Sicherheitsberater von US-Präsident Jimmy Carter. In den USA wurde als Grund für einen möglichen Boykott auch die Nichtakkreditierung der ehemals vom CIA mitfinanzierten und mittlerweile von der Administration Carter zu Regierungssendern erklärten Radio Free Europe und Radio Liberty diskutiert, denen bereits bei den vergangenen Winterspielen von Innsbruck vom IOC die Zulassung verweigert worden war, weil sie nicht den IOC-Regeln entsprachen. Ähnlich verhielt es sich mit der sowjetischen Visaverweigerung für Israel aufgrund von dessen Sportbeziehungen zu Südafrika.
Nach dem Einmarsch sowjetischer Truppen in Afghanistan ab Dezember 1979 verkündete US-Präsident Jimmy Carter im Januar 1980 als Reaktion darauf einen Strafenkatalog, in dem neben verschiedenen Embargos ein Olympiaboykott das erste Mal öffentlich erwogen wurde. Nachdem das IOC in einer Pressemitteilung eine „Änderung des Schauplatzes der Olympischen Spiele“ strikt ablehnte, drohte Carter bei unveränderter sowjetischer Haltung einen weltweiten Teilnahmeboykott an, bei dem er gleichzeitig von den US-amerikanischen Bündnispartnern Solidarität einforderte. Während die Regierungen Großbritanniens und Kanada ihre volle Unterstützung zusagten, verständigten sich auch die Außenminister von 36 islamischen Ländern auf einen Boykott der Spiele. Zudem reiste der ehemalige Boxweltmeister Muhammad Ali im Auftrag Carters nach Afrika, um dort weitere Staaten für dieses Vorhaben zu gewinnen. Dagegen ordnete die sowjetische Parteiführung eine Kampagne an, bei der die Botschaften sowie alle staatlichen Organisation mit Beziehungen ins Ausland besonders in Dritte-Welt-Staaten für die Teilnahme an den Olympischen Spielen zu werben hatten.
Im Februar 1980 erklärte das IOC auf seiner 82. IOC-Session in Lake Placid einstimmig, dass nur die NOK der einzelnen Staaten dazu bevollmächtigt sind, die Einladung zu den Olympischen Spielen anzunehmen oder abzulehnen. Diesem Beschluss ging die Forderung von US-Außenminister Cyrus Vance voraus, der an gleicher Stätte das IOC während seiner Eröffnungsrede aufgefordert hatte, Moskau wegen der Invasion in Afghanistan die Olympischen Spiele zu entziehen. Da die Olympischen Winterspiele 1980 in Lake Placid ausgetragen wurden, forderten die USA den Boykott erst offensiv, nachdem diese bereits beendet waren, um negative Konsequenzen für die eigenen Spiele auszuschließen. Das US-amerikanische Nationale Olympische Komitee USOC stimmte daraufhin am 12. April entgegen dem Willen der Mehrzahl seiner Athleten für einen Boykott, nachdem die US-Regierung zuvor steuerliche Sanktionen für den Fall eines gegenteiligen Beschlusses angedroht hatte. Auch das NOK für Deutschland kam der Empfehlung der bundesdeutschen Regierung nach und stimmte auf seiner Mitgliederversammlung am 15. Mai 1980 – nach heftigen Debatten mit 59:40 Stimmen – ebenfalls für ein Fernbleiben von den Spielen. Der Großteil der westeuropäischen NOK widersetzte sich hingegen den Empfehlungen seiner Regierungen und vereinbarte eine differenzierte Form des Protests, wie der Nichtteilnahme an den olympischen Zeremonien oder dem Antreten unter der Olympiafahne anstatt der eigenen Nationalflagge. Bis auf einige Militärangehörige, denen von Regierungsseite die Teilnahme an den Moskauer Spielen untersagt wurde, überließ man dabei die Entscheidung über die Entsendung der Athleten den jeweiligen nationalen Sportverbänden. Während die Reitsportverbände geschlossen dem Boykottaufruf des US-Präsidenten Carter Folge leisteten, um den Vorsitzenden nicht zu diskreditieren, da der Duke of Edinburgh als Gatte des britischen Staatsoberhauptes der Regierung zu folgen hat, orientierten sich in der Regel die übrigen Sportverbände an der NOK-Vereinbarung.
Weltweit schlossen sich insgesamt 42 NOK dem Olympiaboykott an, der Großteil davon Dritte-Welt-Länder bzw. islamisch geprägte Staaten. Weitere 24 NOK verzichteten aus finanziellen oder sportlichen Gründen auf eine Teilnahme bzw. ließen die Einladung unbeantwortet.

### Folgen des Boykotts
Neben den finanziellen Einbußen für die sowjetischen Gastgeber aufgrund des ausgebliebenen US-amerikanischen Olympiatourismus und der weggefallenen westlichen TV-Übertragungsrechte war auch der US-amerikanischen Fernsehgesellschaft NBC ein direkter Schaden in dreistelliger Millionenhöhe entstanden, vorrangig durch ausgebliebene Werbeeinnahmen. Des Weiteren erlitten in Westeuropa und den USA zahlreiche kleinere und mittlere Unternehmen Verluste, die in das Geschäft von olympischen Lizenzprodukten investiert hatten.
Die von einigen erhoffte Signalwirkung des Boykotts auf die Politik blieb hingegen aus. Der zum Anlass genommene Einmarsch der sowjetischen Streitkräfte in Afghanistan wurde unvermindert fortgesetzt, wobei sich die Truppenstärke in den nächsten acht Jahren von 85.000 auf etwa 115.000 Soldaten noch vergrößerte. Darüber hinaus bemühte sich der Westen, das „politische Tauwetter“ der letzten Jahre nicht zu gefährden, und so nahmen die Vereinigten Staaten noch im Mai 1980, zwei Monate vor Beginn der Olympischen Spiele, wieder Kontakte mit der UdSSR auf. Auch von bundesdeutscher Seite gab es keinerlei Interesse, die vor Jahren eingeleitete westdeutsch-sowjetische Annäherung aufs Spiel zu setzen. So hatte noch drei Wochen vor Eröffnung der Spiele Bundeskanzler Helmut Schmidt der sowjetischen Führung um Leonid Breschnew einen zweitägigen Besuch abgestattet, bei dem neue Handels- und Wirtschaftsbeziehungen zwischen der Bundesrepublik und der UdSSR vertraglich vereinbart worden waren.
Die bis dahin ignorierten Befürchtungen eines sowjetischen Gegenboykotts für die Olympischen Spiele 1984 in Los Angeles sollten sich hingegen vier Jahre später bewahrheiten.

## Organisation
Die Vorbereitungen auf die Olympischen Spiele in Moskau wurden von höchster Stelle in der Staats- und Parteiführung unterstützt. Als Präsident des Organisationskomitees wurde mit Ignati Nowikow ein Experte für Bauwesen und Energieversorgung und früherer Weggefährte von Leonid Breschnew ernannt.
Die Finanzierung der Spiele beruhte auf drei Säulen. Etwa die Hälfte der Einnahmen wurde durch eine Olympia-Lotterie erzielt, die neben der Sowjetunion auch in anderen sozialistischen Ländern abgehalten wurde. Eine weitere Geldquelle waren Lizenzgebühren für verschiedene Artikel und Übertragungsrechte, davon auch für die geschickte Vermarktung des Maskottchens Mischka, die auch in den westlichen Ländern enorme Popularität während der Spiele erlangte. Als dritte Säule zur Finanzierung diente ein Münzprogramm, das aus 45 Gedenkmünzen mit olympischen Motiven aus Platin (150 Rubel), Gold (100 Rubel), Silber (5 und 10 Rubel) und Kupfernickel (1 Rubel) bestand und allein zu 45 Prozent in Westeuropa verkauft wurde.

Maskottchen „Mischka“ in Kiew (2010)

Bei der Hälfte der Olympiabauten konnte auf bereits bestehende Wettkampfstätten zurückgegriffen werden, die nur noch erweitert oder renoviert werden mussten. Dennoch waren auch kostspielige Neubauten erforderlich, was am Ende mehr als die Hälfte der Gesamtausgaben von 862,7 Millionen Rubel verursachte. Dem entgegen standen Einnahmen von 744,8 Millionen Rubel, womit ein Defizit von 117,9
Millionen Rubel blieb. Darüber hinaus gab es „nichtolympiabedingte Ausgaben“ in Milliardenhöhe, die vorrangig als Investitionen in die Infrastruktur verwendet wurden, wie z. B. die Erweiterung des Autobahnringes um Moskau oder der Neubau des Flughafens Scheremetjewo II, so dass das Defizit weit aus höher geschätzt werden kann.
Um das Transportproblem zu lösen und ein Verkehrschaos zu verhindern, griff man hauptsächlich auf Busse zurück. Das Verkehrsministerium der UdSSR delegierte ca. 4000 Busse samt Fahrer aus der ganzen Sowjetunion nach Moskau. Es wies auch spezielle Verbindungsstraßen zwischen Sportstätten und Unterkünften als „olympische Routen“ aus, auf denen eine Spur der Fahrbahn nur von Fahrzeugen mit Akkreditierung befahren werden durfte. Der LKW-Verkehr war während der Zeit der Spiele zum Großteil von diesen Strecken verbannt.

### Logo und Maskottchen
Das Emblem der Spiele stammt vom lettischen Grafiker Wladimir Arsentjew und ging 1975 als Sieger aus einem Wettbewerb hervor, bei dem 8500 Personen insgesamt 26.000 Vorschläge eingereicht hatten. Es zeigt einen stilisierten Turm in der Art des sozialistischen Klassizismus und symbolisiert gleichzeitig die Laufbahn in einem Stadion. Das Maskottchen vom Karikaturisten und Kinderbuchillustrator Wiktor Tschischikow war ein Braunbär mit dem offiziellen Namen Mischa, dessen Koseform Mischka sich jedoch als gebräuchliche Bezeichnung durchsetzte. Zudem gab es mit dem Seehund namens Vigri ein Maskottchen der Segelwettbewerbe in Tallinn. Die Piktogramme wurden von Nikolai Belkow, einem Modernen Fünfkämpfer und Grafiker aus Leningrad, entwickelt und unterschieden sich von den Entwürfen von Otl Aicher für die Spiele von München 1972 und Montreal 1976 durch ihre abgerundeten Ecken. Darüber hinaus gewannen die Piktogramme durch ihre zweimal von den Zeichen durchschnittenen Bildränder an Dynamik.

## Teilnehmer
Mit 80 Mannschaften war die Anzahl der teilnehmenden Länder so niedrig wie seit 1956 in Melbourne nicht mehr. Liberia nahm mit sieben Sportlern an der Eröffnungsveranstaltung teil, zog aber dann seine Mannschaft zurück. 16 Länder nahmen nicht unter ihrer Nationalflagge teil: Neuseeland trat unter der Silberfarn-Flagge des neuseeländischen Olympiakomitees an, 15 weitere Länder wählten die olympische Flagge. In der nachfolgenden Liste sind alle teilnehmenden Länder sowie die Anzahl ihrer Sportler aufgeführt.

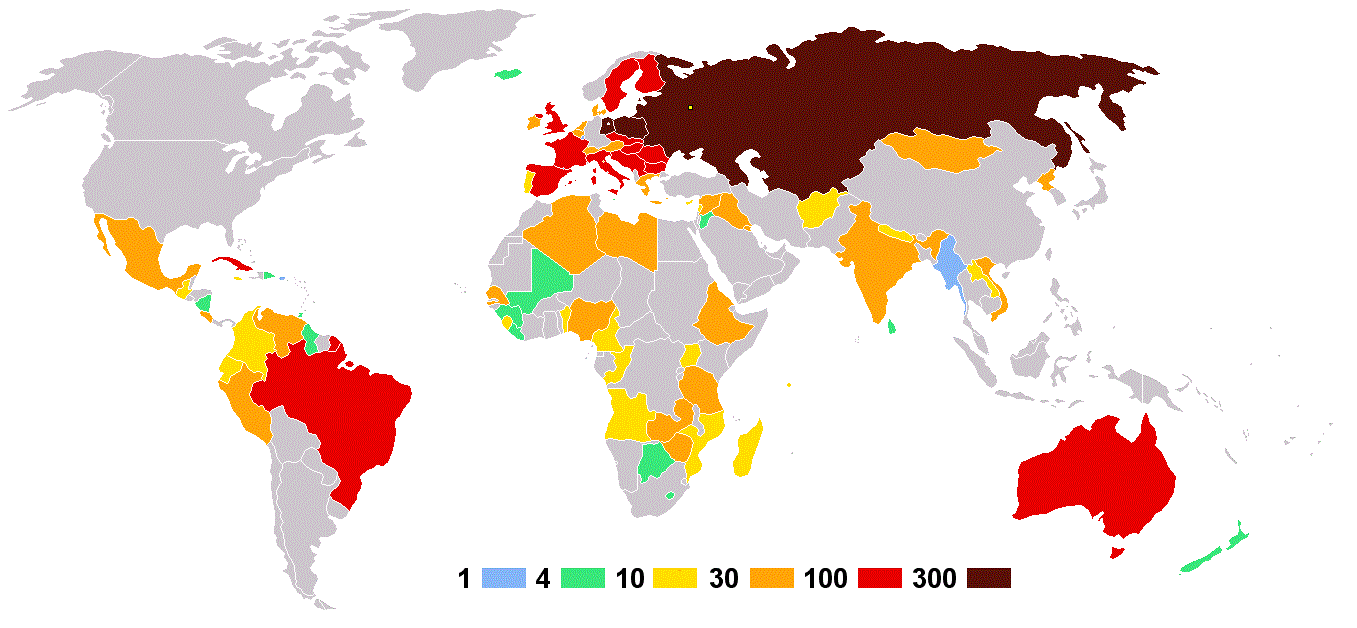
Mannschaftsstärke der Nationen

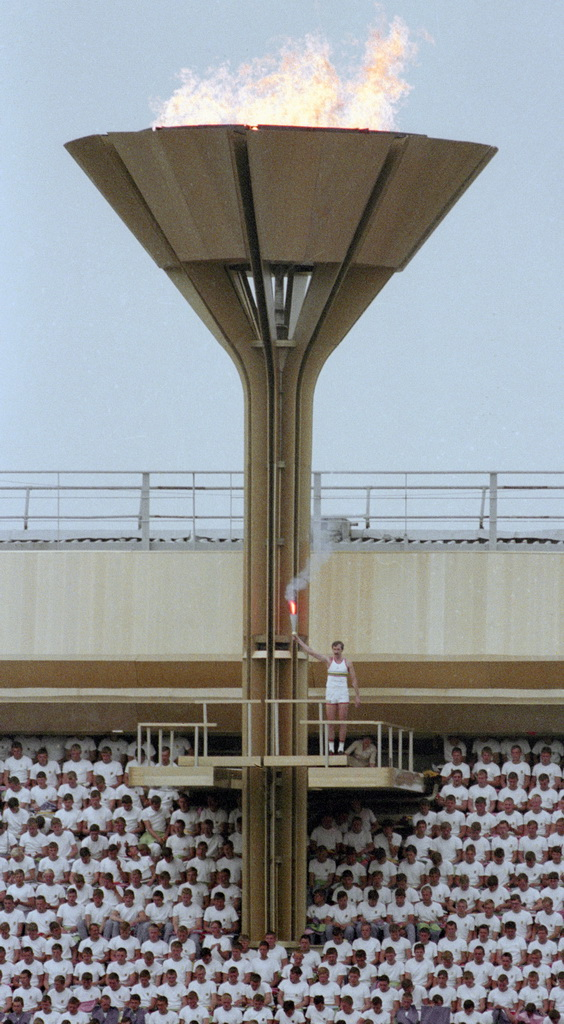
Der Basketballspieler Sergei Below bei der Entzündung des olympischen Feuers während der Eröffnungsfeier am 19. Juli 1980

| Europa (3.770 Athleten aus 28 Nationen) | Europa (3.770 Athleten aus 28 Nationen) | Europa (3.770 Athleten aus 28 Nationen) |
| --- | --- | --- |
| - Andorra (2) - Belgien (59) - Bulgarien (271) - Dänemark (58) - DDR (362) - Finnland (124) - Frankreich (121) - Griechenland (42) - Großbritannien (231) - Island (9) | - Irland (47) - Italien (158) - Jugoslawien (164) - Luxemburg (3) - Malta (8) - Niederlande (75) - Österreich (83) - Polen (306) - Portugal (11) - Rumänien (243) | - San Marino (17) - Schweden (145) - Schweiz (84) - Sowjetunion (506) - Spanien (155) - Tschechoslowakei (209) - Ungarn (263) - Zypern * (14) |
| Amerika (547 Athleten aus 15 Nationen) | | |
| - Brasilien (106) - Costa Rica (29) - Dominikanische Republik (6) - Ecuador (11) - Guatemala (10)                                                                      | - Jamaika (18) - Kolumbien (23) - Guyana (8) - Kuba (208) - Mexiko (45)                                                                                           | - Nicaragua (5) - Peru (28) - Puerto Rico (3) - Trinidad und Tobago (9) - Venezuela (37)                                                      |
| Afrika (507 Athleten aus 22 Nationen) | | |
| - Algerien (54) - Angola * (13) - Äthiopien (41) - Benin (17) - Botswana * (7) - Guinea (9) - Kamerun (25) - Kongo, Volksrepublik (23)                                 | - Lesotho (5) - Libyen (32) - Madagaskar (11) - Mali (7) - Mosambik * (14) - Nigeria (44) - Sambia (37)                                                           | - Senegal (32) - Seychellen * (11) - Sierra Leone (14) - Simbabwe (42) - Tansania (41) - Uganda (13)                                          |
| Asien (413 Athleten aus 13 Nationen) | | |
| - Afghanistan (11) - Birma (2) - Indien (74) - Irak (43) - Jordanien * (4)                                                                                             | - Korea, DVR (47) - Kuwait (58) - Laos * (19) - Libanon (15) - Mongolei (43) - Nepal (11)                                                                         | - Sri Lanka (4) - Syrien (67) - Vietnam * (30)                                                                                                |
| Ozeanien (131 Athleten aus 3 Nationen) | | |
| - Australien (126) | - Neuseeland (5) | |
| (Anzahl der Athleten) * erstmalige Teilnahme an Sommerspielen | | |

## Fackellauf

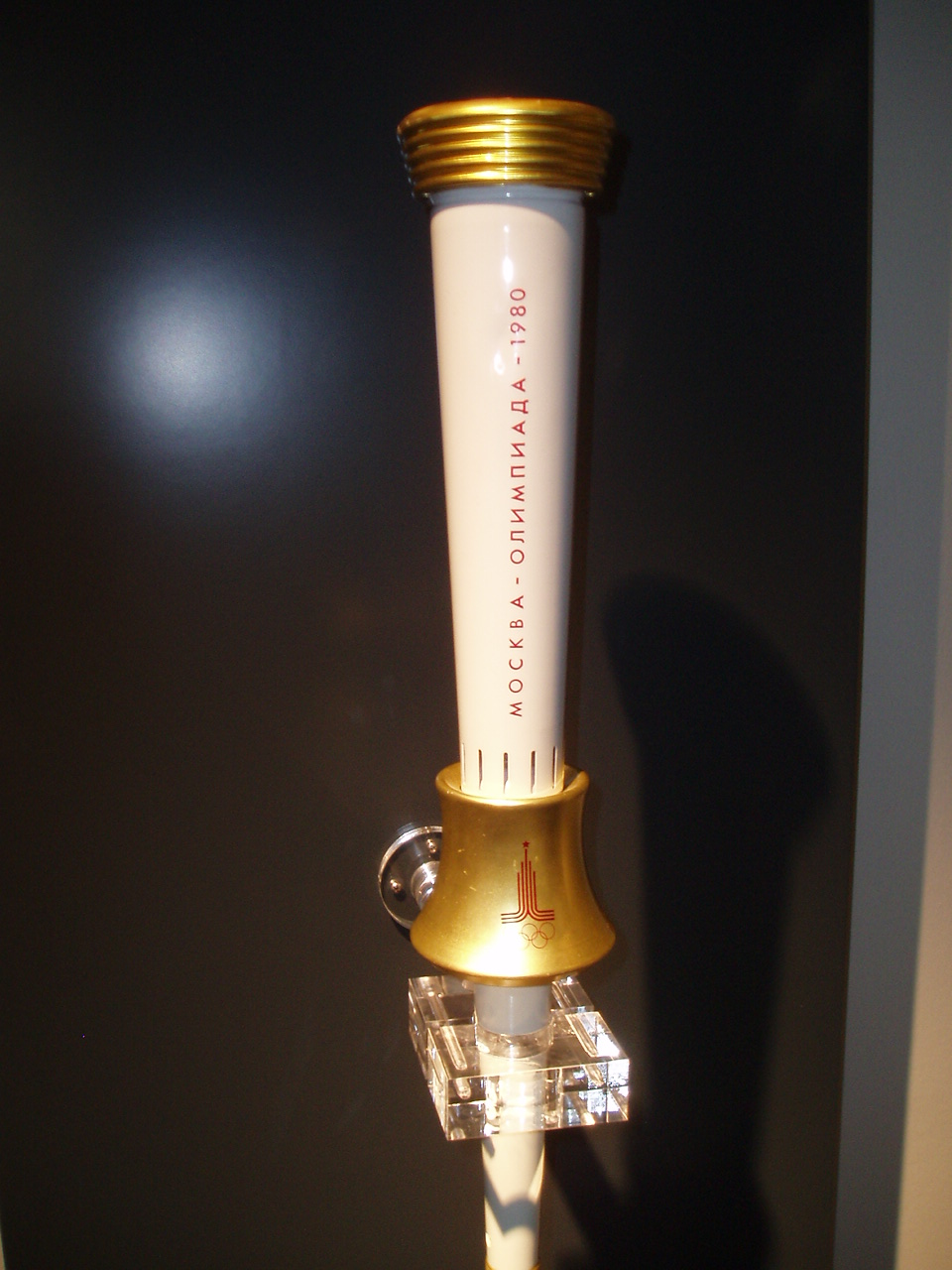
Fackel der Olympischen Spiele Moskau 1980

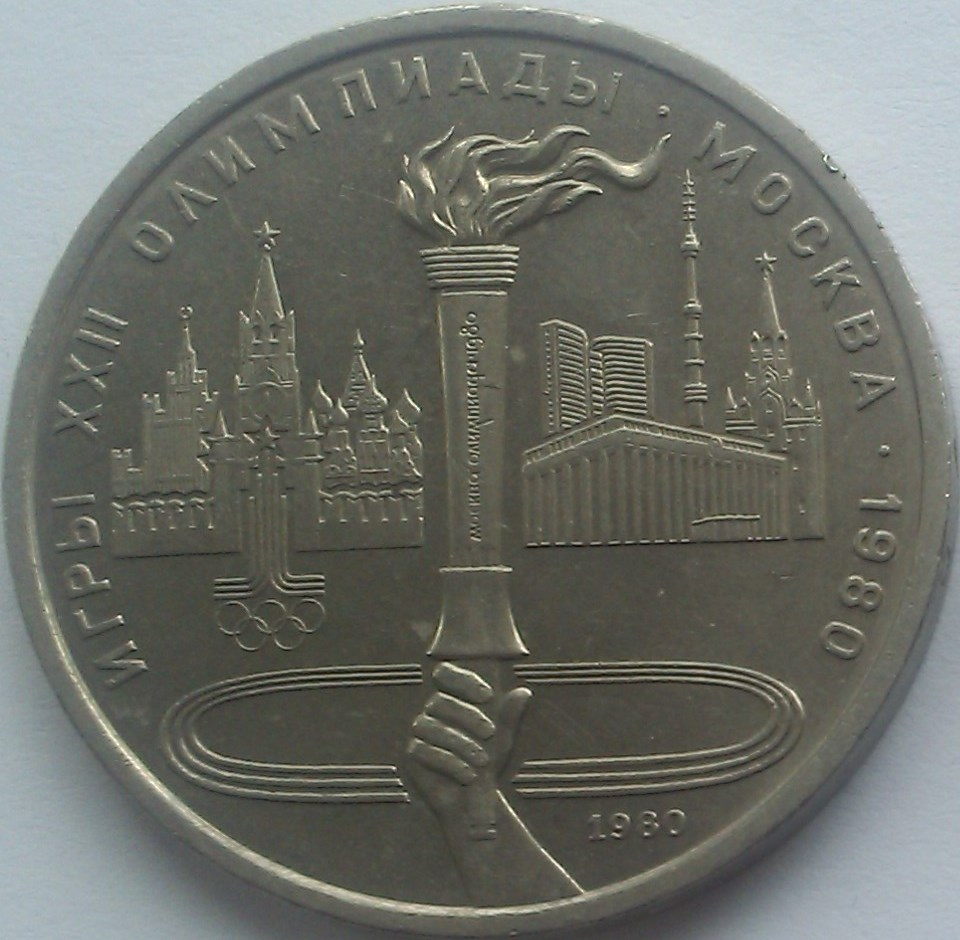
Sowjetische 1-Rubel-Gedenkmünze, Inschrift: Spiele der XXII. Olympiade Moskau 1980

Die Fackel der Olympischen Spiele von Moskau war aus silber lackiertem Aluminium mit zwei goldfarbenen Ringen gefertigt. In roter Farbe war das Emblem der Moskauer Spiele und in kyrillischer Schrift „Moskau Olympiade 1980“ aufgedruckt. Um eine Brenndauer von ca. acht bis zehn Minuten pro Fackel zu erreichen, wurde als Brennstoff ein Gemisch aus Propan- und Butangas verwendet. Insgesamt stellten Werkstätten in Leningrad 6200 Exemplare der Fackel her.
Die olympische Fackel wurde am 19. Juni 1980 in Olympia von der griechischen Schauspielerin Maria Moscholiou mittels eines Hohlspiegels entzündet und an den griechischen Studenten Atanasios Kosmopoulos als erstem Fackelläufer weitergereicht. Nach einer Gesamtstrecke von 5000 km, davon 1170 durch Griechenland, 935 durch Bulgarien, 593 durch Rumänien und 2302 durch die Sowjetunion, kam das Feuer, getragen von fast 6000 Läufern, am 18. Juli, dem Tag vor der Eröffnungsfeier, in Moskau an. Während mehrerer Zeremonien wurde das Feuer an verschiedenen repräsentativen Stellen in Moskau entzündet.
Während der Eröffnungsfeier brachte der Dreispringer Wiktor Sanejew das olympische Feuer ins Stadion und reichte es an den Basketballspieler Sergei Belov weiter, der es in der großen Feuerschale entzündete. Am 20. Juli 1980, einen Tag nach der Eröffnungsfeier, wurde die Flamme mit der Eisenbahn nach Tallinn, Leningrad, Kiew und Minsk gebracht.

## Wettkampfstätten

### Olympiapark Luschniki

Leninstadion 1980

Der Olympiapark Luschniki, ein in einer Schleife der Moskwa gelegenes Gelände südwestlich vom Stadtzentrum, war das Herz der Spiele von Moskau. In der Mitte des zirka 180 Hektar großen Parks befand sich das Zentrale Leninstadion mit einer Kapazität von 103.000 Zuschauerplätzen. In ihm fanden neben der Eröffnungs- und Schlussfeier auch die Wettbewerbe in der Leichtathletik, das Finalspiel des Fußballturniers und die Einzelkonkurrenz im Springreiten statt. Das Stadion wurde 1956 eröffnet und für die Spiele 1980 ausgebaut. Die vier markanten Flutlichtmasten wurden zusammen mit der olympischen Feuerschale Mitte der 1990er Jahre während des Umbaus zu einer vollständig überdachten Arena entfernt.
Neben dem Olympiastadion befindet sich die Kleine Arena mit einer Zuschauerkapazität von 8300 Plätzen, die Schauplatz der Volleyballwettbewerbe war. Das Gleiche galt für die 1979 errichtete Mehrzweckhalle „Druschba“ auf der Südseite des Parks, die sich mit ihrer Form einer umgedrehten Sonnenblumenblüte architektonisch deutlich von den übrigen Bauten abhob und Platz für 3900 Zuschauer bot.
Im nicht überdachten Schwimmstadion fanden die Spiele im Wasserball statt. Am nördlichen Rand des Olympiaparkes liegt der Sportpalast Luschniki, der mit 13.700 Zuschauerplätzen die Turn- und Judowettbewerbe während der Spiele beherbergt hatte.

### Olimpijski-Sportkomplex

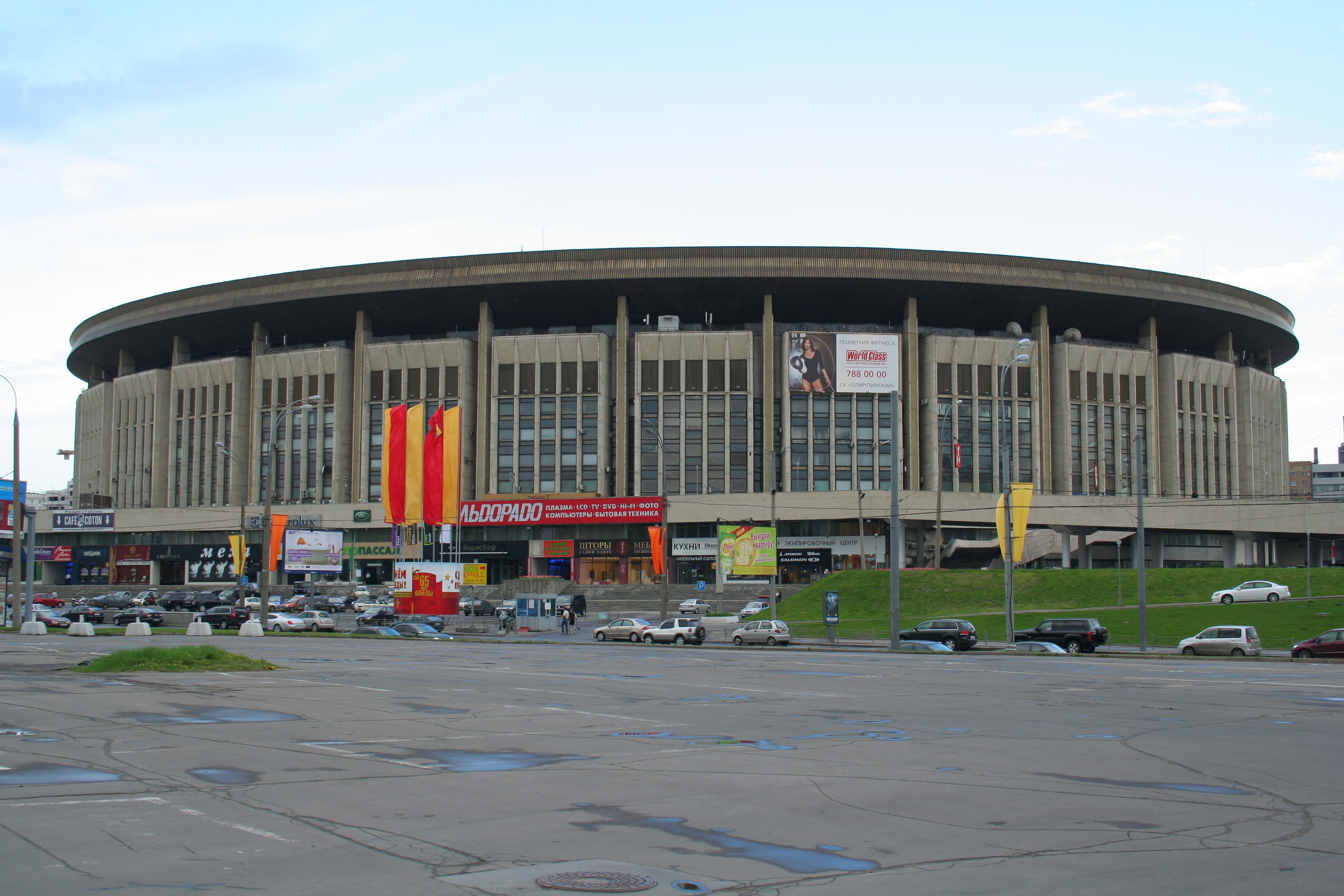
Olimpijski-Halle, 2010

Nördlich des Stadtzentrums am Prospekt Mira gelegen steht der Olimpijski-Sportkomplex, der aus zwei Hallenarenen besteht. Das mit einer Zuschauerkapazität von 45.000 Plätzen größte Hallenstadion Europas wurde während der Spiele zweigeteilt, um gleichzeitig für die Wettbewerbe im Boxen (17.000 Plätze) und Basketball (16.000 Plätze) genutzt zu werden.
Die benachbarte Schwimmhalle mit ihrem Dach in Form eines Reitsattels diente dagegen den Schwimmern und Wasserspringern als Wettkampfstätte.
Während der Schwimmbereich bis zu 8000 Besuchern Platz bot, befanden sich im Sprungbereich 5000 Zuschauerplätze.

### ZSKA-Sportkomplex und Dynamo-Sportkomplex
Im Nordwesten von Moskau am Leningrader Prospekt gelegen befand sich der Sportkomplex des Zentralen Armeesportklubs. Er bestand aus mehreren größeren Hallen, die während der Olympischen Spiele als Wettkampfstätten für Fechten, Ringen und Basketball genutzt wurden.
In unmittelbarer Nachbarschaft befand sich das Sportobjekt des Sportclub Dynamo mit dem Dynamo-Stadion, einem der Austragungsorte der olympischen Fußballwettbewerbe. Darüber hinaus wurden die Partien im Hockey in der Kleinen Sportarena Dynamo und im Stadion der Jungen Pioniere abgehalten.

### Sportkomplex Krylatskoje

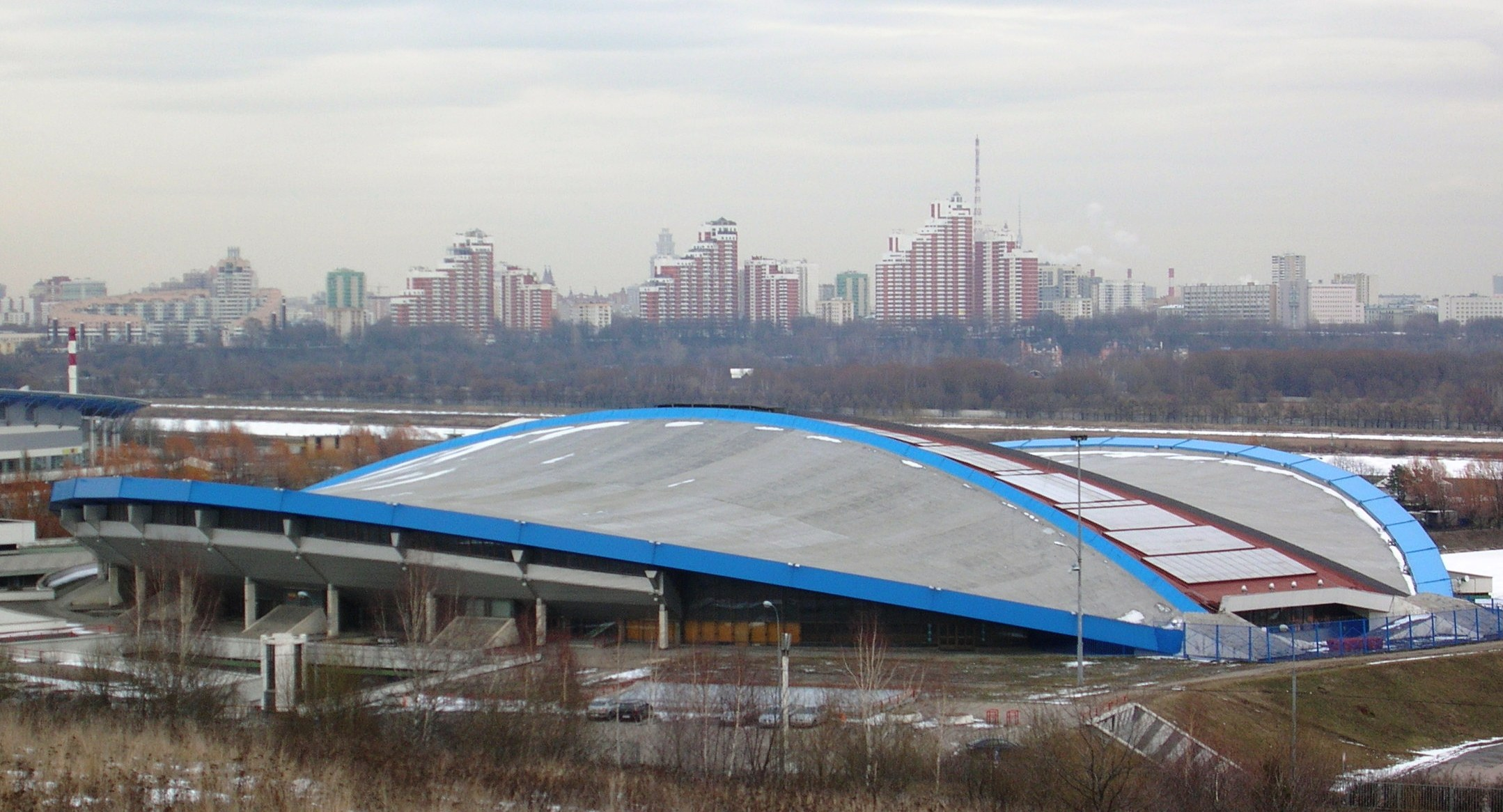
Velodrom in Krylatskoje, 2008

In einem westlichen Vorort von Moskau, in Krylatskoje, wurde ein weiterer Park mit mehreren Sportstätten errichtet. Eingerahmt in einer Schleife und mit Wasser der Moskwa versorgt, liegt die olympische Regattastrecke für Rudern und Kanu. Es war die weltweit erste Regattastrecke, die parallel zur Wettkampfbahn einen separaten Trainingskanal aufwies. Auf dieser Bahn konnten auch die Teilnehmer zum Start gelangen, ohne auf der Wettkampfbahn rudern zu müssen. Im Zielbereich befindet sich eine Tribünenanlage, die der besseren Sicht wegen in einem Winkel zum Kanal angeordnet war und zusammen mit temporären Tribünen eine Kapazität von 14.530 Sitzplätzen hatte. Zusätzlich wurde Platz für weitere 5.000 Stehplätze geschaffen.
Gleich neben der Regattastrecke steht das Velodrom für die Bahnwettbewerbe im Radsport. In der Halle wurde eine Radrennbahn aus sibirischem Lärchenholz, die mit 333,33 m als eine der längsten überdachten Bahnen der Welt gilt, und Tribünen für 6000 Zuschauer aufgebaut.
Ein Novum gab es bei den Spielen von Moskau im Straßenradsport. Anstatt wie bei vorangegangenen Spielen üblich einen Kurs innerhalb der Stadt abzusperren, ließen die Organisatoren in Krylatskoje neben dem Velodrom den 13,5 km langen Krylatskoje Sports Complex Cycling Circuit bauen. Dieser führte pro Runde in 88 Kurven und 300 Höhenmetern durch die Hügel- und Graslandschaft. An der 1,2 km langen Zielgerade wurden temporäre Tribünen für 4000 Zuschauer errichtet.
Zwischen Velodrom und Regattastrecke lag das Krylatskoje Sports Complex Archery Field mit 3000 Sitzplätzen für die Zuschauer.

### Reitkomplex Bitza
Der im Süden vom Moskau gelegene Reitkomplex Bitza mit einer Größe von 45 Hektar wurde für die Wettbewerbe im Reiten errichtet und beinhaltet zwei Reitstadien für Dressur mit Platz für 3.000 Zuschauer und Springreiten mit 12.000 Zuschauerplätzen. Nebenan befanden sich die Stallungen für die Pferde und der Park für den Geländeritt in der Military.

### Weitere Sportstätten

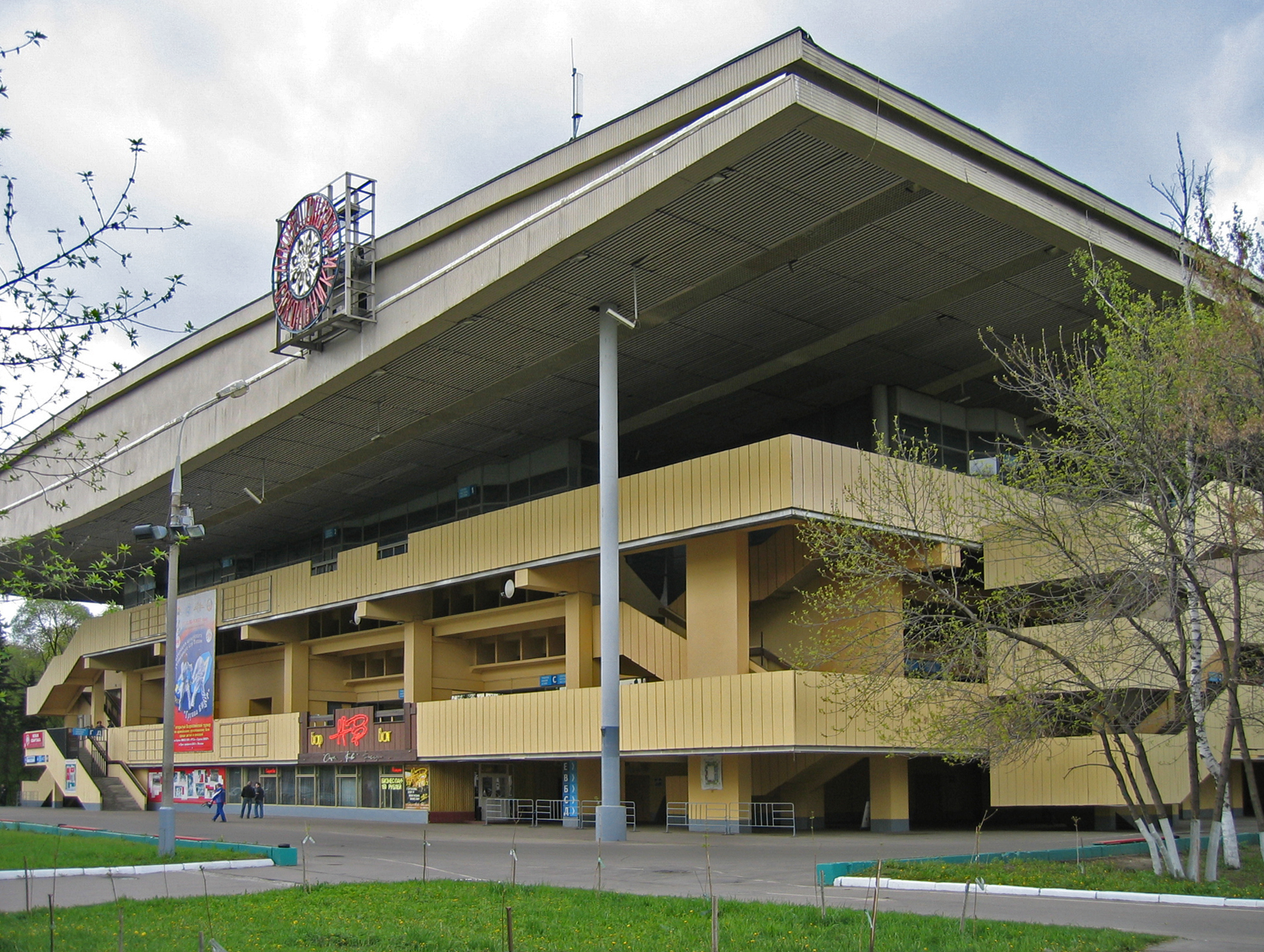
Sokolniki-Sportpalast, 2007

Im Osten von Moskau liegen der Sportpalast Ismailowo und der Sportpalast Sokolniki. In 5000 Zuschauern fassenden Ismailowo wurden die Wettkämpfe im Gewichtheben ausgetragen, im Sokolniki ein Großteil der Spiele im Handball statt. Weitere Handballpartien fanden im Sportpalast Dynamo im Nordwesten Moskaus statt.
Die ebenfalls zum Sportclub Dynamo gehörende Schießanlage im nordöstlich von Moskau gelegenen Mytischtschi war Schauplatz der olympischen Schießwettbewerbe. Die bereits 1957 gebaute und für die Spiele vollständig renovierte Anlage umfasst 90 Stände für die Disziplinen im Gewehr und Pistole über 50 Meter, 16 Stände für Schnellfeuerpistole 25 m, drei Stände für Laufende Scheibe 50 Meter und vier Stände für das Wurfscheibenschießen und einer gesamten Kapazität von 2330 Zuschauerplätzen. Neben den Spezialdisziplinen im Schießen wurde hier auch die Schießdisziplin im Modernen Fünfkampf ausgetragen.
Auf einem Stück der Autobahn Moskau-Minsk fand das 100-km-Mannschaftszeitfahren im Straßenradsport statt.
Einzelne Partien im Fußball fanden außerhalb von Moskau in Minsk, Kiew und Leningrad statt. Die Disziplinen im Segeln wurden nach Tallinn ausgelagert, wo eigens dafür der Yachthafen Tallinn errichtet worden war.

## Das olympische Dorf
Südwestlich des Olympiaparks Luschniki wurde das olympische Dorf neu gebaut. Es besteht aus 18 16-stöckigen Hochhaustürmen mit den Teilnehmerunterkünften, verschiedenen Trainingseinrichtungen, einem Krankenhaus, einer Cafeteria, einem Einkaufszentrum und einem Kulturzentrum, das auch Gebetsräume für mehrere Religionen enthielt. Während der Spiele waren insgesamt 8310 Gäste untergebracht.
Ein weiteres kleines olympisches Dorf wurde in Tallinn, dem Schauplatz der olympischen Segelwettbewerbe, erbaut.

## Medaillen
Für die XXII. Olympischen Spiele wurden insgesamt 1374 Medaillen bei der Staatlichen Münze der UdSSR in Auftrag gegeben. Die 455 Gold-, 452 Silber- und 467 Bronzemedaillen hatten einen Durchmesser von 60 und eine Dicke von 3 Millimetern.
Wie bei allen Sommerspielen seit 1928 zeigt die Vorderseite die von Giuseppe Cassioli entworfene Siegesgöttin. Die Rückseite kann von jeder Ausrichterstadt neu gestaltet werden. Der Entwurf des Moskauer Bildhauers Ilya Postol zeigt eine Feuerschale vor einer stilisierten Laufbahn und rechts oben das Emblem der Spiele von Moskau. Am Rand der Medaillen war die Sportart eingraviert, in der die Medaille gewonnen wurde. Anders als bei den beiden vorangegangenen Spielen wurden die Medaillen nicht an Ketten, sondern an Stoffbändern in den Farben der Spiele befestigt.

## Wettkampfprogramm
In Moskau wurden 203 Wettbewerbe (134 für Männer, 50 für Frauen und 19 offene Wettbewerbe) in 21 Sportarten/27 Disziplinen ausgetragen. Das waren 5 Wettbewerbe mehr als in Montreal 1976. Die Anzahl der Sportarten/Disziplinen blieb gleich. Nachfolgend die Änderungen im Detail:
- Im Gewichtheben wurde bei den Männer eine Gewichtsklasse (Erstes Schwergewicht) hinzugefügt.
- Debüt der Frauen in der Mannschaftssportart Hockey.
- Im Judo wurde das Männer Programm um die Gewichtsklassen (Super- und Halbleichtgewicht) erweitert.
- In der Leichtathletik wird das 50-km-Gehen für Männer wiedereingeführt. In Montreal 1976 fehlte das 50-km-Gehen.
- Im Segeln wurde die offene Bootsklasse Star wiedereingeführt – in Montreal 1976 fehlte die Klasse. Die Tempest-Klasse entfiel.

### Olympische Sportarten/Disziplinen
- Basketball Gesamt (2) = Männer (1)/Frauen (1)
- Bogenschießen Gesamt (2) = Männer (1)/Frauen (1)
- Boxen Gesamt (11) = Männer (11)
- Fechten Gesamt (8) = Männer (6)/Frauen (2)
- Fußball Gesamt (1) = Männer (1)
- Gewichtheben Gesamt (10) = Männer (10)
- Handball Gesamt (2) = Männer (1)/Frauen (1)
- Hockey Gesamt (2) = Männer (1)/Frauen (1)
- Judo Gesamt (8) = Männer (8)
- Kanu Gesamt (11) = Männer (9)/Frauen (2)
- Leichtathletik Gesamt (38) = Männer (24)/Frauen (14)
- Moderner Fünfkampf Gesamt (2) = Männer (2)
- Radsport
  -  Bahn Gesamt (4) = Männer (4)
  -  Straße Gesamt (2) = Männer (2)
- Reiten
  -  Dressur Gesamt (2) = Offen (2)
  -  Springen Gesamt (2) = Offen (2)
  -  Vielseitigkeit Gesamt (2) = Offen (2)
- Ringen
  -  Freistil Gesamt (10) = Männer (10)
  -  Griechisch-römisch Gesamt (10) = Männer (10)
- Rudern Gesamt (14) = Männer (8)/Frauen (6)
- Schießen Gesamt (7) = Offen (7)
- Schwimmsport
  -  Schwimmen Gesamt (26) = Männer (13)/Frauen (13)
  -  Wasserball Gesamt (1) = Männer (1)
  -  Wasserspringen Gesamt (4) = Männer (2)/Frauen (2)
- Segeln Gesamt (6) = Offen (6)
- Turnen Gesamt (14) = Männer (8)/Frauen (6)
- Volleyball Gesamt (2) = Männer (1)/Frauen (1)

Anzahl der Wettkämpfe in Klammern

### Zeitplan
| Zeitplan           | Zeitplan           | Zeitplan | Zeitplan | Zeitplan | Zeitplan | Zeitplan | Zeitplan | Zeitplan | Zeitplan | Zeitplan | Zeitplan | Zeitplan | Zeitplan | Zeitplan | Zeitplan | Zeitplan | Zeitplan | Zeitplan           | Zeitplan  | Zeitplan |
| Disziplin          | Disziplin          | Sa. 19.  | So. 20.  | Mo. 21.  | Di. 22.  | Mi. 23.  | Do. 24.  | Fr. 25.  | Sa. 26.  | So. 27.  | Mo. 28.  | Di. 29.  | Mi. 30.  | Do. 31.  | Fr. 1.   | Sa. 2.   | So. 3.   | Ent- schei- dungen | Zuschauer |          |
| Disziplin          | Disziplin          | Juli     | Juli     | Juli     | Juli     | Juli     | Juli     | Juli     | Juli     | Juli     | Juli     | Juli     | Juli     | Juli     | August   | August   | August   | Ent- schei- dungen | Zuschauer |          |
| ------------------ | ------------------ | -------- | -------- | -------- | -------- | -------- | -------- | -------- | -------- | -------- | -------- | -------- | -------- | -------- | -------- | -------- | -------- | ------------------ | --------- | -------- |
| Eröffnungsfeier    | Eröffnungsfeier    |          |          |          |          |          |          |          |          |          |          |          |          |          |          |          |          |                    | 66.076    |          |
| Basketball         | Basketball         |          |          |          |          |          |          |          |          |          |          |          | 2        |          |          |          |          | 2                  | 305.667   |          |
| Bogenschießen      | Bogenschießen      |          |          |          |          |          |          |          |          |          |          |          |          |          |          | 2        |          | 2                  | 18.468    |          |
| Boxen              | Boxen              |          |          |          |          |          |          |          |          |          |          |          |          |          |          | 11       |          | 11                 | 359.287   |          |
| Fechten            | Fechten            |          |          |          |          | 1        | 1        | 1        | 1        | 1        | 1        | 1        |          | 1        |          |          |          | 8                  | 55.959    |          |
| Fußball            | Fußball            |          |          |          |          |          |          |          |          |          |          |          |          |          |          | 1        |          | 1                  | 1.821.624 |          |
| Gewichtheben       | Gewichtheben       |          | 1        | 1        | 1        | 1        | 1        |          | 1        | 1        | 1        | 1        | 1        |          |          |          |          | 10                 | 73.096    |          |
| Handball           | Handball           |          |          |          |          |          |          |          |          |          |          | 1        | 1        |          |          |          |          | 2                  | 100.493   |          |
| Hockey             | Hockey             |          |          |          |          |          |          |          |          |          |          | 1        |          | 1        |          |          |          | 2                  | 177.880   |          |
| Judo               | Judo               |          |          |          |          |          |          |          |          | 2        | 1        | 1        | 1        | 1        | 1        | 1        |          | 8                  | 125.410   |          |
| Kanu               | Kanu               |          |          |          |          |          |          |          |          |          |          |          |          |          | 6        | 5        |          | 11                 | 137.630   |          |
| Leichtathletik     | Leichtathletik     |          |          |          |          |          | 3        | 3        | 5        | 4        | 5        |          | 5        | 3        | 10       |          |          | 38                 | 1.102.706 |          |
| Moderner Fünfkampf | Moderner Fünfkampf |          |          |          |          |          | 2        |          |          |          |          |          |          |          |          |          |          | 2                  | 25.399    |          |
| Radsport           | Bahn               |          |          |          | 1        |          | 1        |          | 2        |          |          |          |          |          |          |          |          | 4                  | 22.703    |          |
| Radsport           | Straße             |          | 1        |          |          |          |          |          |          |          | 1        |          |          |          |          |          |          | 2                  | 22.703    |          |
| Reitsport          | Dressur            |          |          |          |          |          |          |          |          |          |          |          |          | 1        | 1        |          |          | 2                  | 120.689   |          |
| Reitsport          | Springen           |          |          |          |          |          |          |          |          |          |          | 1        |          |          |          |          | 1        | 2                  | 120.689   |          |
| Reitsport          | Vielseitigkeit     |          |          |          |          |          |          |          |          | 2        |          |          |          |          |          |          |          | 2                  | 120.689   |          |
| Ringen             | Freistil           |          |          |          |          |          |          |          |          |          |          | 3        | 3        | 4        |          |          |          | 10                 | 105.594   |          |
| Ringen             | Griech.-röm.       |          |          |          | 3        | 3        | 4        |          |          |          |          |          |          |          |          |          |          | 10                 | 105.594   |          |
| Rudern             | Rudern             |          |          |          |          |          |          |          | 6        | 8        |          |          |          |          |          |          |          | 14                 | 119.411   |          |
| Schießen           | Schießen           |          | 1        | 1        | 1        | 1        | 1        | 1        | 1        |          |          |          |          |          |          |          |          | 7                  | 11.004    |          |
| Schwimm-sport      | Schwimmen          |          | 2        | 4        | 3        | 4        | 4        |          | 4        | 5        |          |          |          |          |          |          |          | 26                 | 89.165    |          |
| Schwimm-sport      | Wasserball         |          |          |          |          |          |          |          |          |          |          | 1        |          |          |          |          |          | 1                  | 89.165    |          |
| Schwimm-sport      | Wasserspringen     |          |          | 1        |          | 1        |          |          | 1        |          | 1        |          |          |          |          |          |          | 4                  | 89.165    |          |
| Segeln             | Segeln             |          |          |          |          |          |          |          |          |          |          | 6        |          |          |          |          |          | 6                  | 2.346     |          |
| Turnen             | Turnen             |          |          |          | 1        | 1        | 2        | 10       |          |          |          |          |          |          |          |          |          | 14                 | 106.700   |          |
| Volleyball         | Volleyball         |          |          |          |          |          |          |          |          |          |          | 1        |          |          | 1        |          |          | 2                  | 103.377   |          |
| Schlußfeier        | Schlußfeier        |          |          |          |          |          |          |          |          |          |          |          |          |          |          |          |          |                    | 69.652    |          |
| Entscheidungen     | Entscheidungen     |          | 5        | 7        | 10       | 12       | 19       | 15       | 21       | 23       | 10       | 17       | 13       | 11       | 19       | 20       | 1        | 203                |           |          |
|                    |                    | Sa. 19.  | So. 20.  | Mo. 21.  | Di. 22.  | Mi. 23.  | Do. 24.  | Fr. 25.  | Sa. 26.  | So. 27.  | Mo. 28.  | Di. 29.  | Mi. 30.  | Do. 31.  | Fr. 1.   | Sa. 2.   | So. 3.   |                    |           |          |
| Juli               | Juli               | Juli     | Juli     | Juli     | Juli     | Juli     | Juli     | Juli     | Juli     | Juli     | Juli     | Juli     | August   | August   | August   |          |          |                    |           |          |

Farblegende

## Zeremonien

### Eröffnung

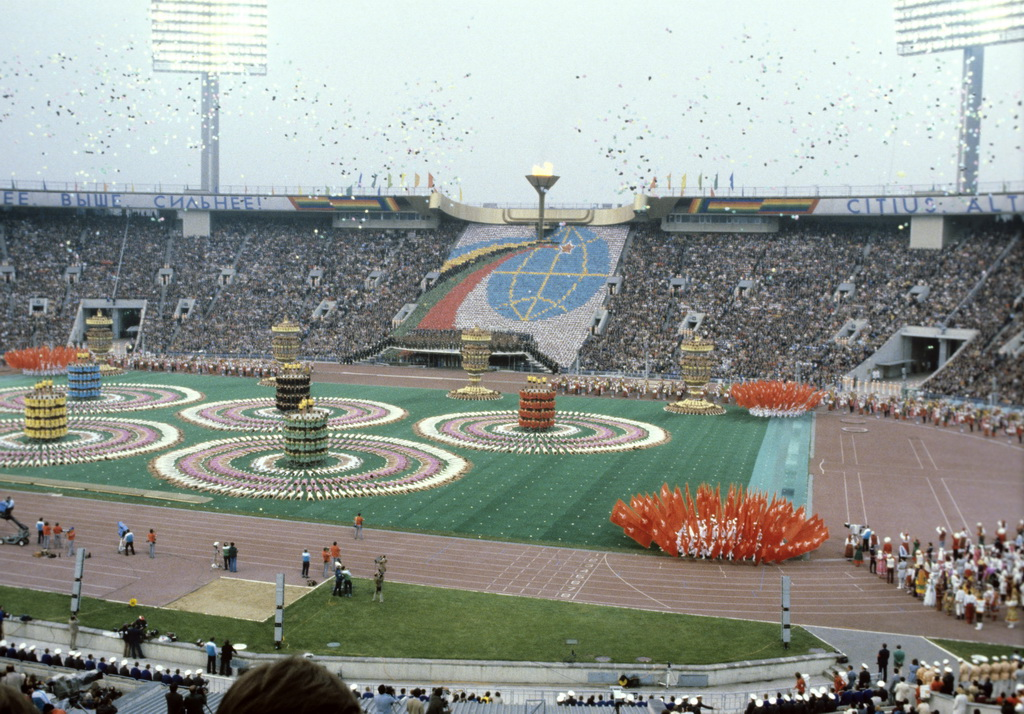
Eröffnungsfeier am 19. Juli 1980

Die Eröffnungsfeier am 19. Juli 1980 war eine der spektakulärsten bis zu diesem Zeitpunkt. Ein ganzer Tribünenblock war mit Statisten mit bunten Fahnen bestückt worden, die nach bestimmter Reihenfolge und passend zu den jeweiligen Geschehnissen im Stadion Bilder erzeugten. Männer und Frauen in antiken griechischen Gewändern trugen die fünf olympischen Ringe ins Stadion, von pferdebespannten Kampfwagen wurden Blumen gestreut.

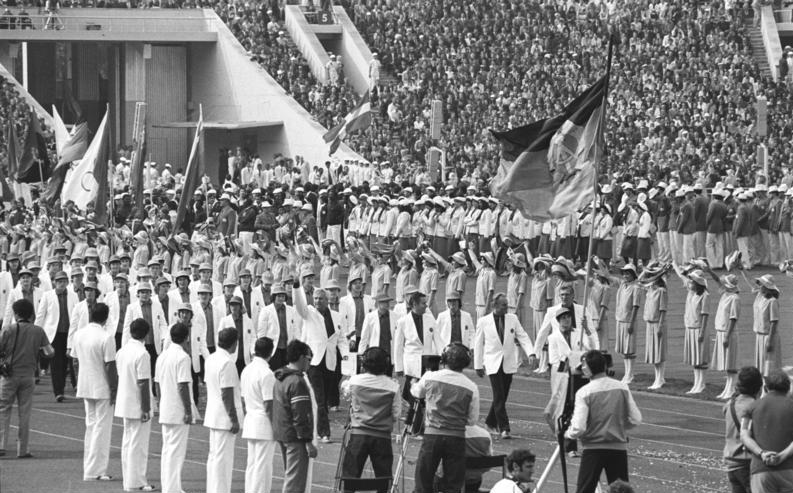
Einmarsch der DDR-Mannschaft während der Eröffnungsfeier

Beim Einmarsch der teilnehmenden Nationen zeigte sich zum ersten Mal ein ungewohntes Bild. Einige der Delegationen marschierten hinter der Flagge mit den olympischen Ringen ein, zum Zeichen des Protestes gegen den Einmarsch sowjetischer Truppen in Afghanistan. Die Fahne der DDR trug die Handballspielerin Kristina Richter.
Nach Ansprachen des Präsidenten des Organisationskomitees Ignati Nowikow und des IOC-Präsidenten Lord Killanin, erklärte Staats- und Parteichef Leonid Breschnew die XXII. Olympischen Spiele für eröffnet.
Anschließend wurde unter den Klängen Beethovens „Ode an die Freude“ die Olympiafahne ins Stadion getragen. Von Dreispringer Wiktor Sanejew übernahm der letzte Fackelträger, der Basketballspieler Sergei Below die Flamme und trug sie zum goldglänzenden Turm mit der riesigen Feuerschale. Dann loderte das Feuer der XXII. Olympiade auf.
Nikolai Andrianow und Alexander Medwed sprachen den Eid für die Athleten und Kampfrichter. Über Lautsprecher und die große Anzeigetafel wurde durch eine Liveschaltung zwischen der Raumstation und dem Lenin-Stadion eine Grußbotschaft der Besatzung der Raumstation Saljut, Leonid Popow und Waleri Rjumin, übermittelt, in der den Olympioniken ein guter Start gewünscht wurde.
Auf dem Rasen des Stadions boten hunderte Statisten in den Gewändern aller Völkerschaften der UdSSR Tänze aus dem Riesenreich dar. Besonders spektakulär waren die menschlichen Pyramiden, die mehrere Stockwerke in die Höhe ragten. Auch das Maskottchen Mischka wurde ausgiebig vorgestellt.

### Schlussfeier

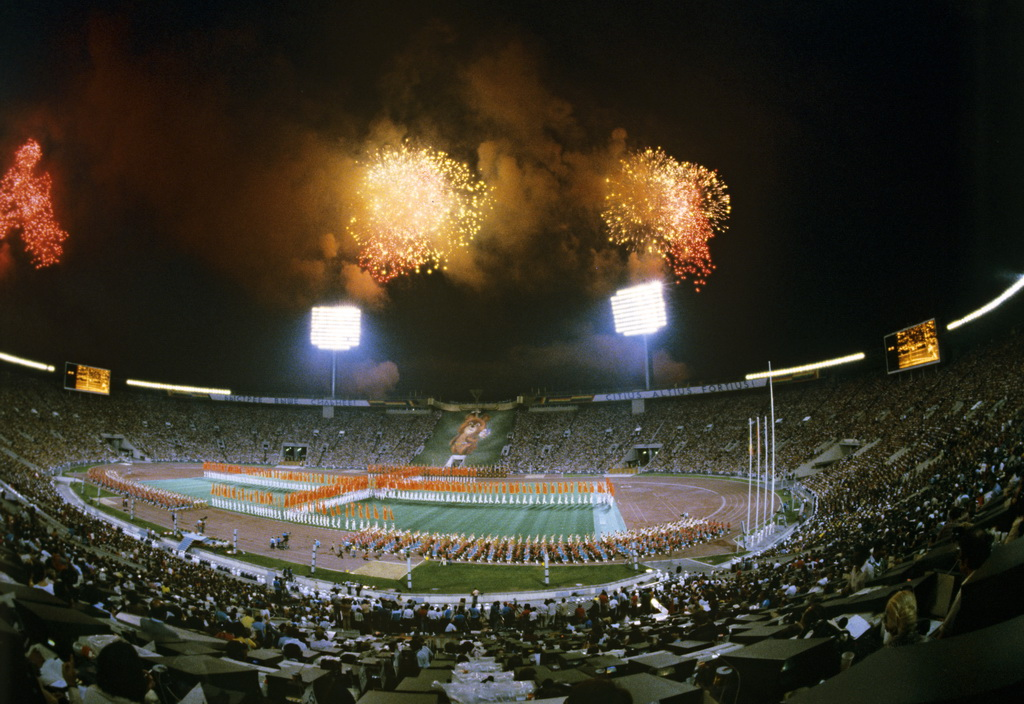
Schlussfeier am 3. August 1980

Zu Beginn der Schlussfeier am 3. August im Leninstadion kam es, wie seit Melbourne 1956 üblich, zu einem Einmarsch der Athleten in bunt gemischten lockeren Gruppen. Die Hymnen von Griechenland und der Sowjetunion wurden während des Aufzugs der Fahnen gespielt. Anstatt der US-Fahne, die nach dem Reglement des IOC für das Land gezeigt werden sollte, in dem die Stadt der nächsten Olympischen Spiele liegt, wurde die Stadtflagge von Los Angeles gehisst. Der scheidende IOC-Präsident Lord Killanin erklärte die Spiele für beendet. Zu den Klängen der olympischen Hymne wurde die Fahne mit den fünf olympischen Ringen aus dem Stadion getragen. Um 20:07 Uhr Moskauer Zeit erlosch die olympische Flamme. Riesige Matrjoschkas fuhren ins Stadion und wurden dort von darunter verborgenen Kränen auf eine Höhe von 15 Metern bewegt. Ein mit Helium gefüllter riesiger Bär Mischka entschwebte von Luftballons getragen unter der Melodie „Do Swidanja, Misha!“ (Auf Wiedersehen, Misha) in den Nachthimmel. Die XXII. Olympischen Spiele waren beendet.

## Wettbewerbe

### Basketball
Obwohl bei den Herren die hoch favorisierte Mannschaft der USA wegen des Boykotts nicht angetreten war, konnte die Sowjetunion daraus nicht Kapital schlagen und musste sich mit Bronze zufriedengeben. Man war in der Semifinalrunde mit 91:101 Jugoslawien unterlegen und erreichte somit nur das Spiel um den dritten Platz das mit 117:94 gegen Spanien gewonnen wurde. Im Finale gewann Jugoslawien gegen Italien mit 86:77. Im Wettbewerb der Damen kämpften sich die Gastgeberinnen souverän bis ins Finale gegen Bulgarien, das sie mit 104:73 gewannen.

### Bogenschießen

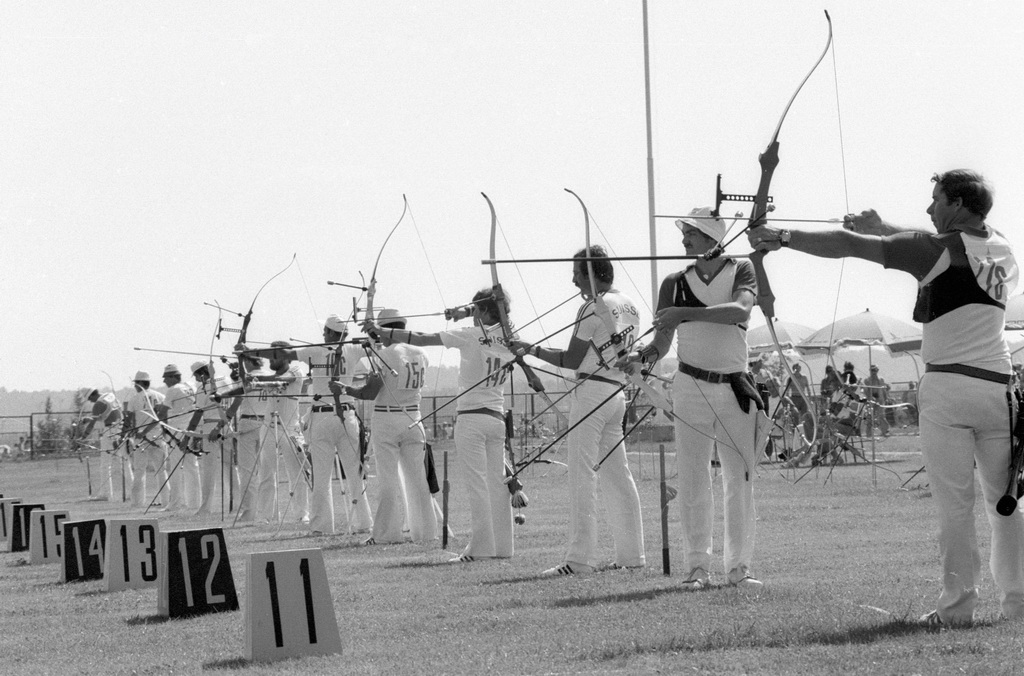
Bogenschießen bei den Olympischen Spielen 1980

In den beiden Wettbewerben in Krylatskoje dominierten die Athleten aus der UdSSR und aus Finnland. Bei den Damen gab es mit Ketewan Lossaberidse und Natalja Busowa einen sowjetischen Doppelsieg vor der Finnin Päivi Aulikki Meriluoto. In der Herrenkonkurrenz siegte der Finne Tomi Poikolainen knapp mit nur drei Ringen vor Boris Issatschenko aus der UdSSR.

### Boxen
Die sehr gut besuchten Boxwettkämpfe im großen Hallenstadion im Olympiiski Sportkomplex wurden von den Athleten aus Kuba dominiert. In den elf Gewichtsklassen holten sie allein sechs Goldmedaillen, zweimal Silber und zwei Bronzemedaillen. Dabei errang Teófilo Stevenson im Schwergewicht seinen dritten Olympiasieg in Folge. Die anderen Olympiasiege gingen zumeist an Boxer aus sozialistischen Ländern, darunter auch im Federgewicht an Rudi Fink aus der DDR. Einziger Olympiasieger aus einem westlichen Land war der Italiener Patrizio Oliva im Halbweltergewicht.

### Fechten
Die Nation mit den meisten Medaillen beim olympischen Fechtturnier war Frankreich mit fünf Gold-, einer Silber- und einer Bronzemedaille in den acht Wettbewerben. Erfolgreichste Athleten waren dabei die Französin Pascale Trinquet mit Florettgold im Einzel und mit der Mannschaft und der Sowjetfechter Wiktor Krowopuskow in den beiden Säbelkonkurrenzen.

### Fußball
Im Fußball siegte wie auch schon bei den vorangegangenen Spielen eine Mannschaft aus einem sozialistischen Land. Im Endspiel im Leninstadion setzte sich das Team der ČSSR gegen die Vertretung der DDR mit 1:0 durch. Die DDR als Titelverteidiger hatte beim olympischen Turnier auf alle ihre Olympiasieger von 1976 verzichtet.

### Gewichtheben
Die Medaillen im Gewichtheben gingen allesamt an Heber aus sozialistischen Ländern. Von den zehn Gewichtsklassen wurden allein fünf von Athleten aus der Sowjetunion gewonnen, darunter das 2. Schwergewicht von Leanid Taranenka, der mit 422,5 kg einen neuen Weltrekord aufstellte. Von den deutschsprachigen Teilnehmern konnten mit Joachim Kunz und Jürgen Heuser zwei Silbermedaillen für die DDR gewonnen werden. Der spätere deutsche Bundestrainer Frank Mantek errang die Bronzemedaille im Mittelschwergewicht.
Der für die UdSSR startende Armenier Jurik Wardanian erzielte mit 400 kg einen neuen Weltrekord im Leichtschwergewicht. Mit dieser Leistung hätte er auch die Goldmedaillen in den beiden nächsthöheren Gewichtsklassen gewonnen.
Der Olympiasieger von Montreal und hohe Favorit im Mittelschwergewicht, David Rigert aus der Sowjetunion scheiterte wie bei seinen ersten Olympischen Spielen in München dreimal am Anfangsgewicht im Reißen von 170 kg und schied deshalb aus.

### Handball
Das Männerfinale im Handball zwischen Gastgeber UdSSR und der DDR war eine der spannendsten Entscheidungen der Moskauer Spiele. Nach dem Ende der regulären Spielzeit stand es unentschieden zwischen den beiden Finalteams. Kurz vor Ende der Verlängerung erzielte Hans-Georg Beyer das entscheidende 23:22 für die DDR. Wenige Sekunden vor Schluss parierte DDR-Torhüter Wieland Schmidt einen Wurf eines UdSSR-Spielers, was den Olympiasieg für die DDR-Mannschaft bedeutete. Im Damenturnier wurde nach dem Modus jeder gegen jeden gespielt, es gab kein Endspiel. Letztendlich setzte sich die UdSSR vor Jugoslawien und der DDR durch.

### Hockey
Wie erwartet gewann das olympische Hockeyherrenturnier der hohe Favorit aus Indien. Im Finale besiegten die Inder die Mannschaft aus Spanien mit 4:3. Beim erstmals ausgetragenen Damenturnier gab es einen Überraschungssieger. Die Hockeydamen aus Simbabwe siegten vor der Mannschaft aus der ČSSR und der UdSSR. Der Modus sah Spiele jeder gegen jeden vor. Der Tabellenführer war gleichzeitig Olympiasieger, es gab kein Finalspiel.

### Judo
Wegen des Boykotts der favorisierten Japaner wurden die Medaillen im Judo an mehrere verschiedene Länder verteilt. Ein Kunststück gelang dabei Dietmar Lorenz aus der DDR, der nach der Bronzemedaille in seiner Gewichtsklasse, dem Halbschwergewicht, im Finale der offenen Klasse den Olympiasieger im Schwergewicht Angelo Parisi aus Frankreich besiegen konnte. Im Mittelgewicht siegte Jürg Röthlisberger aus der Schweiz, Detlef Ultsch aus der DDR errang hier Bronze.

### Kanu

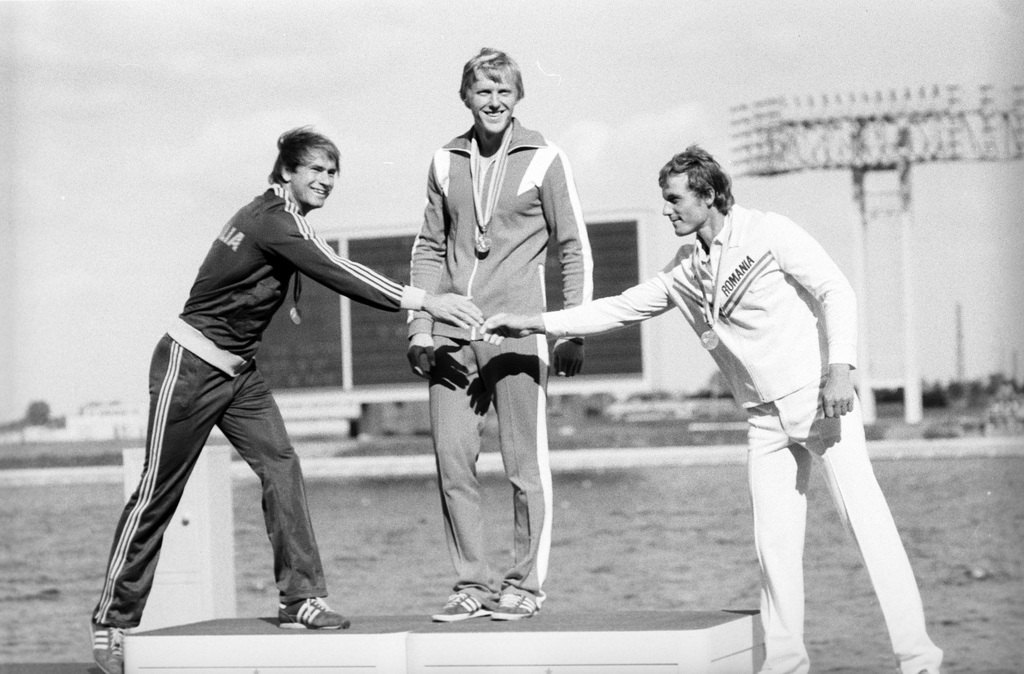
Der dreifache Goldmedaillengewinner Wladimir Parfenowitsch (Mitte) bei den Olympischen Spielen 1980

Die Wettbewerbe im Kanurennsport im Regattakanal in Krylatskoje sahen vor allem Sieger aus dem Land des Gastgebers und aus der DDR. Erfolgreichster Sportler war dabei Wladimir Parfenowitsch aus der UdSSR, der im Einer-Kajak über 500 und in den beiden Zweier-Kajak-Strecken über 500 und 1000 Meter mit seinem Bootskollegen Sergei Tschuchrai die Goldmedaillen gewann.
Im Kajakwettbewerb der Damen begann bei den Spielen von Moskau die Karriere von Birgit Fischer mit der Goldmedaille über 500 Meter im Einer. Birgit Fischer hatte noch bis zu den Olympischen Spielen von Athen 2004 insgesamt acht Gold- und vier Silbermedaillen für die Mannschaften der DDR und Deutschlands gewonnen.
Das DDR-Team Carsta Genäuß / Martina Bischof gewann im Zweier-Kajak (K2) über 500 m die Goldmedaille.

### Leichtathletik
Die im Leninstadion ausgetragenen Wettkämpfe in der Leichtathletik litten unter der Abwesenheit der US-Sprinter. Deshalb wurde mit dem Schotten Allan Wells ein Außenseiter zum schnellsten Mann der Spiele gekürt. Er gewann über 100 Meter die Gold- und über 200 Meter hinter dem Italiener Pietro Mennea die Silbermedaille.
In Erinnerung blieben vor allem die Duelle auf den Mittelstrecken zwischen den beiden Briten Sebastian Coe und Steve Ovett. Während über 800 Meter Ovett knapp die Oberhand vor Coe behielt, gewann Coe über 1500 Meter Gold. Ovett musste sich hier jedoch mit Bronze begnügen, da sich Jürgen Straub aus der DDR noch knapp zwischen die beiden Briten schob.

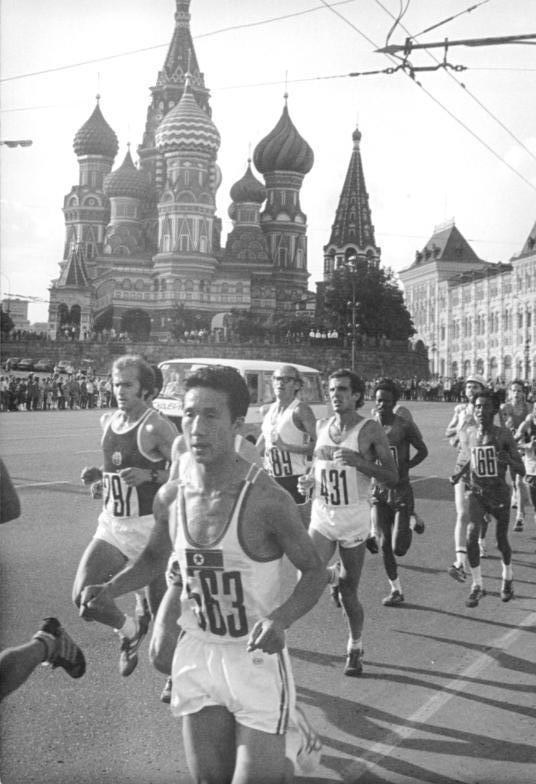
Marathonlauf vor dem Hintergrund der Basilius-Kathedrale

Die Langstrecken über 5000 und 10.000 Meter wurden beide von Miruts Yifter aus Äthiopien gewonnen. Im Marathonlauf siegte, wie auch schon vier Jahre zuvor in Montreal, Waldemar Cierpinski. Als er die Ziellinie überquerte, rief der Sportreporter des Fernsehens der DDR Heinz Florian Oertel vor Begeisterung: „Liebe junge Väter oder angehende, haben Sie Mut! Nennen Sie Ihre Neuankömmlinge des heutigen Tages ruhig Waldemar! Waldemar ist da!“
Im Dreisprung versuchte der für die Sowjetunion startende Georgier Wiktor Sanejew seinen vierten Olympiasieg in Folge zu erringen, sein Teamkamerad Jaak Uudmäe machte ihm jedoch einen Strich durch die Rechnung, so dass sich Sanejew mit Silber begnügen musste.
Im Hochsprung schaffte es Gerd Wessig aus der DDR, als erster mit 2,36 m bei Olympischen Spielen einen neuen Weltrekord aufzustellen. Er siegte klar vor dem Olympiasieger von Montreal, Jacek Wszoła aus Polen und DDR-Springer Jörg Freimuth.
Der polnische Stabhochspringer Władysław Kozakiewicz sprang mit 5,78 m Weltrekord und konnte sich gegen den Russen Konstantin Jurjewitsch Wolkow und das gesamte Publikum im Stadion durchsetzen. Die Kozakiewicz-Geste nach dem Siegessprung sorgte für einen Skandal und machte Kozakiewicz weltberühmt.
Auf den beiden Hürdenstrecken waren auch DDR-Athleten dominierend. Den Hürdensprint über 110 Meter gewann Thomas Munkelt und die Stadionrunde über 400 Meter Hürden Volker Beck.
Neben Doppelsiegen für UdSSR-Starter im Kugelstoßen und Speerwurf, gingen im Hammerwurf sogar alle drei Medaillen an Sowjetsportler. Zu weiteren Doppelsiegen kam es im Weitsprung, hier machten Lutz Dombrowski und Frank Paschek aus der DDR Gold und Silber unter sich aus.
Im Zehnkampf errang der Brite Daley Thompson seinen ersten Olympiasieg. Vier Jahre später in Los Angeles sollte er ihn wiederholen.
Bei den Damen wurden die Medaillen hauptsächlich unter den Athletinnen aus der UdSSR und der DDR vergeben. Die einzige Olympiasiegerin aus einem westlichen Land war Sara Simeoni aus Italien. Sie konnte im Hochsprung die Goldmedaille erringen.
Im Lauf über 800 Meter und im Fünfkampf kam es zu sowjetischen Dreifacherfolgen.

### Radsport
Die Bahnwettbewerbe im Radsport im Velodrom von Krylatskoje sahen zwei DDR-Siege durch Lutz Heßlich im Bahnsprint und Lothar Thoms im 1000-Meter-Zeitfahren. Die 4000-Meter-Einzelverfolgung gewann Robert Dill-Bundi aus der Schweiz, der nach seinem Sieg in einer vielbeachteten Geste das Holz der Radbahn küsste.
In der Mannschaftsverfolgung siegte der Vierer der UdSSR vor der DDR und der ČSSR.
Das Straßenrennen auf dem kurvigen Kurs durch die Hügellandschaft von Krylatskoje über 189 km gewann nach einem erfolgreichen Ausreißversuch der Sowjetfahrer Sergei Suchorutschenkow. Der zu fahrende Kurs galt als der bisher schwerste in der olympischen Geschichte, fast die Hälfte der gestarteten Fahrer gab auf. Den Sieg im 100-km-Mannschaftszeitfahren auf der Autobahn Moskau–Minsk errang der Vierer der UdSSR.

### Reitsport

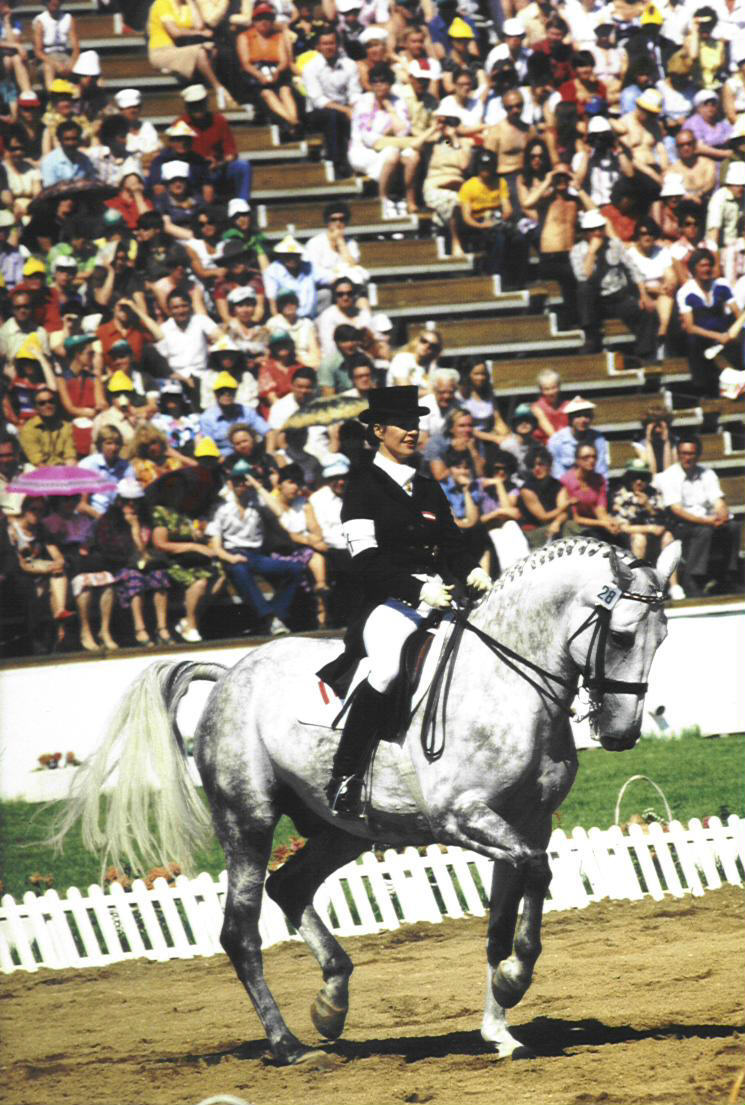
Die österreichische Dressurreiterin Elisabeth Theurer bei den Olympischen Spielen 1980

Da entgegen ihren NOKs fast alle westlichen Reitsportverbände die Spiele boykottierten, wurden die Wettbewerbe im Reiten sportlich stark entwertet. Allein die Dressureuropameisterin Elisabeth Theurer stellte sich gegen ihren eigenen Verband und reiste trotz großer Anfeindungen in einem von Niki Lauda gesteuerten Flugzeug nach Moskau. Dort gewann „Sissy“ Theurer auf ihrem Pferd „Mon Cherie“ die einzige Goldmedaille für Österreich vor zwei sowjetischen Reitern. Bei der Siegerehrung überreichte ihr Silbermedaillengewinner Jurij Kowschow eine rote Rose als Zeichen der Anerkennung, gegen alle Widerstände trotzdem an den Spielen teilgenommen zu haben.

### Ringen
Die Wettkämpfe im Ringen erlebten eine völlige Dominanz der Ringer aus der UdSSR. Von den 20 Entscheidungen im Sportkomplex ZSKA wurden allein zwölf Goldmedaillen durch die Gastgeber gewonnen.
Ein Novum gelang dabei den Beloglasow-Zwillingen. Sie waren das erste Brüderpaar, dem es gelang, bei den gleichen Olympischen Spielen zwei Goldmedaillen zu gewinnen. Anatoli gewann Gold im Fliegengewicht im freien Stil, einen Tag später gelang das gleiche seinem Bruder Sergei im Bantamgewicht.

### Rudern
Auf der Regattastrecke in Krylatskoje gewann die Rudermannschaft der DDR mit fast allen Booten der Herrenmannschaft (außer dem Einer) die Goldmedaille. Einzig Pertti Karppinen aus Finnland konnte diese Serie durchbrechen. Die Brüder Bernd und Jörg Landvoigt konnten dabei ihren Olympiasieg im Zweier ohne Steuermann von Montreal 1976 wiederholen, ebenso wie die Besatzung des Zweier mit Steuermann.
Auch bei den Damen war das DDR-Team erfolgreich, es wurden vier von sechs möglichen Goldmedaillen gewonnen. An Bord des erfolgreichen Doppelvierers war auch Jutta Lau, die spätere deutsche Bundestrainerin der Damen. Wie schon vier Jahre zuvor, kam jeder im Rudern gestartete DDR-Athlet mit einer Medaille nach Hause.

### Schießen
Pistolenschütze Alexander Remmowitsch Melentjew aus der Sowjetunion stellte im ersten Wettbewerb der Spiele in der Disziplin Freie Pistole mit 581 Ringen einen neuen Weltrekord auf, welcher erst im Jahr 2014 mit 583 Ringen überboten werden konnte. Harald Vollmar aus der DDR gewann wie auch schon vier Jahre zuvor in Montreal 1976 die Silbermedaille mit 568 Ringen.
Eine sehr knappe Entscheidung gab es im Schießen mit der Schnellfeuerpistole. Da nach der regulären Schusszahl drei Teilnehmer mit 596 Ringen in Führung lagen, musste die Vergabe der Medaillen durch ein Stechen ermittelt werden. Erst nach drei Runden stand der Olympiasieger fest: Gold ging an Corneliu Ion aus Rumänien, Silber errang Jürgen Wiefel aus der DDR und die Bronzemedaille bekam Gerhard Petritsch aus Österreich.

### Schwimmen

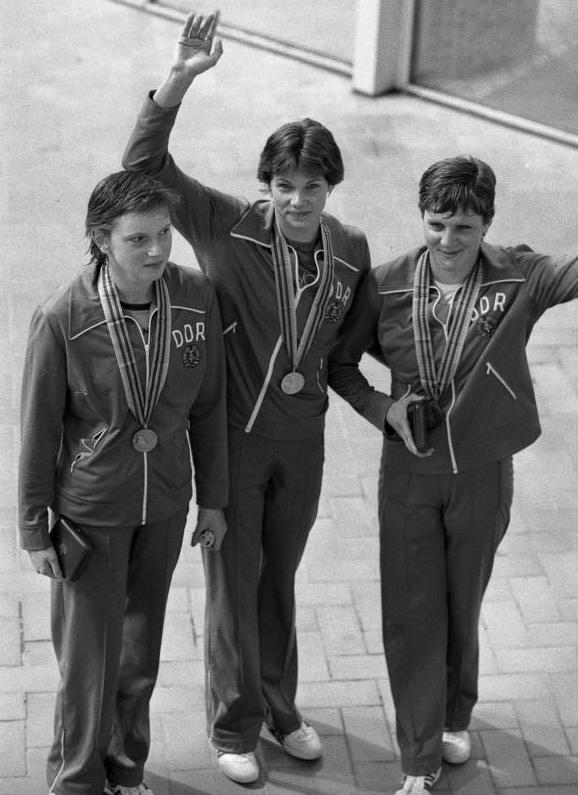
Die DDR-Schwimmerinnen Cornelia Polit, Rica Reinisch und Birgit Treiber bei den Olympischen Spielen 1980

In der Schwimmhalle im Olimpijski Sportkomplex gewann die DDR zwölf Medaillen, hauptsächlich durch das Damenteam. Es ragten vor allem Caren Metschuck mit dreimal Gold und einmal Silber, sowie Rica Reinisch und Barbara Krause mit je dreimal Gold heraus. Die DDR-Teilnehmerinnen stellten dabei sechs Weltrekorde im Schwimmen auf.
Nach der Wende kam es zu Prozessen gegen Trainer in der DDR, bei denen auch einige der Schwimmolympiasiegerinnen von Moskau Strafanzeige stellten und auch gegen ihre ehemaligen Trainer aussagten, gegen ihren Willen gedopt worden zu sein.
Wladimir Salnikow unterbot erstmals die Grenze von 15 Minuten auf 1500 Metern im freien Stil. Die einzigen Goldmedaillen für westliche Schwimmer errangen die Schweden Bengt Baron über 100 Meter Rücken und Pär Arvidsson über 100 Meter Schmetterling sowie der Brite Duncan Goodhew über 100 Meter Brust.

### Turnen
Der erfolgreichste Athlet der Spiele nahm im Turnen teil. Alexander Ditjatin holte in allen Turnwettbewerben der Männer eine Medaille und bleibt damit bis 2008 der einzige Sportler, der acht olympische Medaillen in einem Jahr gewonnen hat.
Bei den Damen konnte keine Turnerin mehr als eine Einzelgoldmedaille gewinnen. Selbst die große Favoritin Nadia Comăneci aus Rumänien, die vier Jahre zuvor in Montreal noch dreimal Gold errang, siegte nur auf dem Schwebebalken. Auch die Siegerin im Mehrkampf, Jelena Dawydowa aus der UdSSR, gewann keines der Einzelgeräte. Diese gingen zum Großteil an Turnerinnen aus der Sowjetunion. Nur Maxi Gnauck aus der DDR am Stufenbarren konnte neben Comăneci die sowjetische Dominanz durchbrechen. Die Mannschaftswertung im Mehrkampf entschieden die sowjetischen Turnerinnen für sich, vor Rumänien und der DDR.

### Volleyball
Beim Volleyballturnier triumphierte der Gastgeber sowohl bei den Männern als auch bei den Frauen. Im Männerwettbewerb setzte sich die Sowjetunion im Endspiel gegen Bulgarien mit 3:1 durch und wurde zum dritten Mal Olympiasieger. Bronze gewann Rumänien mit einem 3:1 gegen Polen. Im Finale der Frauen traf der Gastgeber auf die Mannschaft der DDR. Auch dieses Spiel wurde in vier Sätzen entschieden. Die Bronzemedaille sicherte sich Bulgarien nach einem Sieg im Tiebreak gegen Ungarn.

## Herausragende Sportler
- Der sowjetische Turner Alexander Ditjatin und die sowjetische Olympiamannschaft.
- Die überragenden Mittelstreckenläufer jener Zeit, die Briten Sebastian Coe und Steve Ovett, teilten sich über 800 und 1500 Meter die Siege.
- DDR-Hochspringer Gerd Wessig erreichte mit 2,36 m einen neuen Weltrekord, sein Landsmann Waldemar Cierpinski gewann zum zweiten Mal in Folge den Marathonlauf und Weitspringer Lutz Dombrowski (DDR) erzielte mit 8,54 m die zweitbeste Weite aller Zeiten seit Bob Beamon.
- Schwergewichtsboxer Teófilo Stevenson (Kuba) siegte zum dritten Mal in Folge. Das hatte in dieser Gewichtsklasse noch kein Boxer zuvor geschafft.
- Der polnische Stabhochspringer Władysław Kozakiewicz sprang mit 5,78 m Weltrekord und konnte sich gegen den Russen Konstantin Jurjewitsch Wolkow und das gesamte Publikum im Stadion durchsetzen. Die Kozakiewicz-Geste nach dem Siegessprung sorgte für einen Skandal und machte Kozakiewicz weltberühmt.
- Sportschütze Alexander Remmowitsch Melentjew aus der Sowjetunion stellte im ersten Wettbewerb der Spiele in der Disziplin Freie Pistole mit 581 Ringen einen neuen Weltrekord auf, der bis 2014 Bestand hatte.

## Berichterstattung
Bereits 1977 erwarb der amerikanische Fernsehsender NBC die Fernsehübertragungsrechte für eine Summe von 35 Millionen US-Dollar, außerdem verpflichteten sich die Amerikaner, technische Einrichtungen und Dienstleistungen im Wert von 50 Millionen US-Dollar an die sowjetische Fernsehanstalt Gostelradio zu liefern. Nach dem Boykott der amerikanischen Mannschaft fielen sämtliche Werbeeinnahmen für NBC aus, allerdings waren 90 % der Kosten für die Fernsehrechte und Einrichtungen durch eine Versicherung abgedeckt. Der Sender hatte nur 56 akkreditierte Berichterstatter.
„Haupt-TV-Station“ war das staatliche Fernsehen und Radio der Sowjetunion mit 1370 Akkreditierungen, die «Eurovision» bediente 31 Länder, hatte 818 Akkreditierungen, die «Intervision» für 11 Länder mit 342, das «TV Asahi» für Japan mit 68 und «OTI» für Lateinamerika mit 59 Akkreditierungen. Hinter «NBC» lag hinsichtlich der Akkreditierungen nur noch «Seven Network» für Australien mit 48.
Das Televisions-Center verwendete 20 TV-Kanäle; im Vergleich dazu hatte es in Montreal 16, in München 12 und in Mexiko-Stadt 7 gegeben.
In den Ländern, die sich dem Boykott angeschlossen hatten, fiel die Berichterstattung durch die Sendeanstalten sehr spärlich aus und beschränkte sich nur auf eine kurze Zusammenfassung eines jeden Tages. Kurioses Detail am Rande war dabei, dass die sogenannten Zonenrandgebiete der Bundesrepublik Deutschland in den Genuss der fast 24-stündigen Olympiaberichterstattung des DDR-Fernsehens kamen, während in der BRD nur sehr verkürzte Berichterstattung stattfand.
Insgesamt waren in Moskau 7629 Journalisten akkreditiert, davon 1977 aus der Sowjetunion.